# LeBron James
LeBron Raymone James Sr. (Akron, Ohio, 30 de diciembre de 1984) es un jugador de baloncesto estadounidense que pertenece a la plantilla de Los Angeles Lakers de la NBA. Con 2,06 metros de estatura, su posición es la de alero, pero su talento, versatilidad y poderío físico le permiten jugar tanto de base como de ala-pívot. James es el máximo anotador de la historia de la NBA y es considerado como uno de los mejores jugadores de baloncesto del mundo y de la historia.
James se proclamó tres veces Mr. Basketball en Ohio durante el instituto. Apenas estaba cursando su temporada sophomore en St. Vincent-St. Mary High School, ya era considerado por los medios de comunicación como una futura gran estrella de la NBA. Firmó un contrato de 90 millones de dólares con Nike antes de debutar en la NBA. Con 18 años, James fue elegido en la primera posición del Draft de la NBA de 2003 por Cleveland Cavaliers. Con los Cavs ratificó el prometedor futuro que se labró durante su estancia en el instituto y en su primera temporada se llevó el premio al Rookie del Año de la NBA. Desde que llegó a la liga, LeBron ha registrado muchos récords de precocidad, entre ellos, el del jugador más joven en haber llegado primero a cada millar (de 1000 a 38 000) de puntos.
Desde 2005 ha sido All-Star (del que resultó tres veces MVP) y ha formado parte de los mejores quintetos de la NBA, siendo elegido en trece ocasiones en el primer quinteto. En la 2006, James terminó segundo en la votación del MVP de la NBA 2005-06. Su primer premio individual importante llegó el 4 de mayo de 2009 al ser nombrado MVP de la temporada 2008-09, galardón que ganaría también en las temporadas 2009-10, 2011-12 y 2012-13. Luego, en 2012, 2013, 2016 y 2020 fue campeón de la NBA y MVP de las Finales.
James, popularmente conocido como "The King", "King James" y "The Chosen One", lideró a los Cavaliers a sus primeras Finales de la NBA en 2007, donde cayeron ante San Antonio Spurs. Desde los Playoffs de 2006, Cleveland estuvo siempre presente en la fase final de la NBA hasta su salida de la franquicia en 2010. Desde su regreso, en 2014, los Cavs disputaron cuatro Finales de la NBA consecutivas, donde conquistaron su primer título como franquicia en 2016.
El 7 de febrero de 2023, se colocó como máximo anotador de la historia de la liga al superar los 38 387 puntos de Kareem Abdul-Jabbar. En noviembre de 2023 se convirtió en el jugador con más minutos disputados (temporada regular más playoffs) en la historia de la NBA.
Con la selección de baloncesto de Estados Unidos ha conseguido tres oros olímpicos en Pekín 2008, Londres 2012 y París 2024, y un bronce en Atenas 2004, además de la medalla de bronce en el Mundial de 2006 en Japón.

## Inicios
Cuando nació, su madre, Gloria James, tan solo tenía 16 años y su padre biológico, Anthony McClelland, exconvicto, se desentendió de su hijo desde su nacimiento. Gloria lo sacó adelante sola y sin ayuda, situación agravada por la muerte de la madre de ella cuando LeBron apenas era un bebé. Esta circunstancia acentuó las dificultades de una familia que vivió en una constante lucha por mantenerse. Gloria no encontraba trabajo fijo y ambos pasaban de piso en piso continuamente, y se conocieron todos los barrios marginales de Akron, una ciudad de más de 200.000 habitantes, situada a menos de una hora al sur de Cleveland.
A pesar de las circunstancias, Gloria trabajó duro para ser una buena madre y proteger a su hijo de la pobreza y la violencia de las calles. Sin embargo, esto no fue tarea fácil. Cuando tenía dos años y Gloria empezó a salir con Eddie Jackson, comenzaron los problemas. En 1990 Eddie fue a prisión por tráfico de cocaína. No obstante, LeBron estableció vínculos con Jackson, y a Gloria le gustaba que su hijo pudiera ver en él una figura paterna. Sus hermanos, Terry y Curt, también ayudaron en situaciones difíciles.
Desde temprana edad, mostró un gran instinto para el baloncesto. Pasaba mucho tiempo jugando con un aro y un balón que su madre Gloria le regaló. También gozaba de muy buena genética, y pese a que su madre solo medía 1,65 metros de estatura, tenía parientes que eran mucho más altos.
La vida de nómada que había llevado junto a su madre impidió que pudiera tener amigos. Cuando entró al colegio le costaba hacer amigos con facilidad, ya que se sentía avergonzado de la vida familiar que había llevado. Empezó a encontrar en el baloncesto y en el fútbol americano un desahogo para mostrar sus emociones.
LeBron era un excelente atleta, rápido y fuerte por naturaleza. Comenzaba a tener futuro tanto en el baloncesto como en el fútbol americano. En la cancha de baloncesto su reflejo era Michael Jordan; podía convertirse en su gran sucesor, aunque Penny Hardaway y Jason Kidd también fueron dos de sus jugadores favoritos. En el fútbol, jugaba de receptor. Firmó 19 touchdowns en seis partidos en su primer año de Pee Wee (categoría por edad en fútbol americano). Su entrenador fue Frankie Walker, uno de los hombres que más influencia han tenido en la vida de James. A final de temporada, Walker se dio cuenta de que LeBron estaba descuidando el colegio, y su formación académica era para Walker muy importante. Recomendó a Gloria que el chico necesitaba un ambiente más estable. Ambos acordaron que LeBron se mudara con Walker y su familia. Allí convivió con el propio Frank, su mujer Pam, y sus tres hijos, Chanelle, Frankie Jr. y Tanesha. LeBron comenzó a tomarse en serio el colegio y su asistencia fue premiada por la escuela. La convivencia con esta familia fue fundamental en la transición de James de niño a adolescente. El día que cambió su vida para siempre fue en el otoño de 1994. Aquella tarde, Frank Walker puso una pelota de baloncesto en las manos del niño que en ese momento tenía 9 años de edad. Walker pasó mucho tiempo enseñándole al joven sobre este deporte en los siguientes tres años.
Después de 18 meses separados, Gloria se llevó a James de regreso con ella. Pero cuando volvieron los problemas económicos, regresó con la familia Walker, que ayudaban a Gloria a pagar el alquiler. Walker y su esposa querían asegurarse de que James siempre tuviera un lugar en Akron que pudiera llamar casa.
Para LeBron otra ventaja de vivir con los Walker fue la amistad que tenía con Frankie Jr. Los dos formaron junto a otros cuatro chicos (Sian Cotton, Dru Joyce III, Willie McGee y Romeo Travis) un equipo envidiable. Los sábados por la noche se reunían en el Centro de la Comunidad Judía de Akron, donde Keith Drambot, antiguo entrenador de la Universidad Central de Míchigan, comprobaba sus aptitudes.
LeBron y Dru, el base del equipo, se convirtieron en íntimos amigos. De hecho, cuando James tenía 12 años pasó gran parte del verano viviendo con la familia de Joyce. Precisamente, el segundo paso en el entrenamiento de James llegó cuando conoció a Dru Joyce II, que entrenó al joven en el campeonato nacional amateur a los 14 años. Joyce II se convirtió en el mentor de James, y en su entrenador desde entonces. Dru Joyce II y los Walker le recalcaron a LeBron la importancia de terminar su educación, y lo mantuvieron lejos de todo el glamur durante sus años en St. Vincent-St. Mary High School.
LeBron destacaba por encima del resto del equipo. Estaba en el 1,83 de estatura en octavo grado, podía jugar en las cinco posiciones y demostraba tener un sexto sentido para el juego. Se denominaron ellos mismos los "Ohio Shooting Stars". En 1997, LeBron hizo aparición en la escena nacional tras clasificarse para el Campeonato Nacional AUU para menores de 6.º grado. Fue en 1997 y se disputó en Salt Lake City, Utah. Dos años después, volvieron al mismo torneo, con la salvedad de que en aquella ocasión fue para menores de octavo grado. Se clasificaron para la final, donde cayeron frente a Southern California All-Stars por 68-66. LeBron dominó el torneo con un juego brillante.
LeBron, Joyce, Cotton y McGee, o lo que es lo mismo, los "Fab Four" (como también se llamaban), llegaron a una decisión: se prometieron continuar jugando juntos en el instituto, y los cuatro se matricularon en St. Vincent-St. Mary High School de Akron, Ohio. Conocida por su excelente tradición y reputación académica, durante el periplo de James en SVSM (acrónimo del instituto), el instituto adquirió una popularidad nunca antes vista a estos niveles.

## Trayectoria deportiva

### Escuela secundaria

#### Año freshman (1999-00)
Keith Dembrot decidió acompañar a James y sus chicos en una nueva aventura. El técnico recibió la oportunidad para entrenar a los Fighting Irish y no la desaprovechó. St. Vincent-St. Mary High School consiguió un perfecto balance de 27-0 y ganaron el campeonato estatal de la División III, el primero de la escuela desde 1984. LeBron fue titular en un equipo que lideró junto a su amigo y futuro mánager Maverick Carter. Aunque Carter sea normalmente referido como el primo de James, en realidad no son parientes.
LeBron, que ya estaba en 1,90 de estatura, llevó el número 23 de Michael Jordan. Contribuyó en su primera temporada con 18 puntos por partido con un 51,6% de acierto en tiros de campo, y 6,2 rebotes, mostrando una calidad inusitada para su edad. Irish superó contundentemente a Cuyahoga Falls, uno de sus principales rivales, en un encuentro en el que James se sumó a la fiesta con 15 puntos.
Durante el verano, LeBron pegó un estirón que le puso en los 2,00 metros de estatura. Si de por sí ya era físicamente poderoso, ahora lo era más aún, con un cuerpo que se acercaba más al de un hombre que al de un adolescente de 17 años.

#### Año sophomore (2000-01)
En su año sophomore y tras la graduación de Carter, James promedió 25,2 puntos, 7,2 rebotes, 5,8 asistencias y 3,8 robos. Lideró al equipo a un récord de 26-1 y a su segundo campeonato estatal de la División III consecutivo. La final, disputada en el Jerome Schottenstein Center de Ohio State, albergó a 17.000 personas, entre las que se encontraban el técnico de North Carolina, Matt Doherty, y el de California, Ben Braun. James se llevó el MVP. Además, se convirtió en el primer sophomore de Ohio en ser nombrado "Mr. Basketball" por la Associated Press y en ser elegido por USA Today en el primer quinteto del All-USA.
Los Fighting Irish se enfrentaron a Oak Hill Academy durante un torneo en enero. Este fue su test más duro, dado el prestigio de la institución, que contaba en sus filas con DeSagana Diop, Rashaad Carruth y Carmelo Anthony. Oak Hill venció 79-78, pero LeBron se llevó toda la atención, inclusive de los muchos ojeadores de la NBA y de las universidades que había en el pabellón. James acabó el partido con 33 puntos y tuvo en sus manos la victoria con dos tiros libres que falló y un tiro a la desesperada sobre la bocina. Participó en el USA Basketball Development Festival de Colorado Springs, siendo el primer underclassman de la historia en ser invitado al evento. Rompió récords con 120 puntos en los 5 partidos del Festival y fue nombrado MVP.
Con el equipo de fútbol americano, LeBron acumuló más de 700 yardas y fue nombrado en el primer quinteto All-Ohio. Sin embargo, los Fighting Irish acabaron con un decepcionante 4-6.

#### Año júnior (2001-02)
En su tercer año en el instituto, sus números aumentaron hasta los 29 puntos, 8,3 rebotes, 5,7 asistencias y 3,3 robos, siendo nombrado de nuevo "Mr. Basketball" de Ohio. Además, fue nuevamente incluido en el primer quinteto del All-USA, nombrado Jugador del Año Gatorade en 2001-02 y Jugador del Año PARADE High School.
En su año júnior apareció en la revista SLAM, siendo un anticipo de su explosión a nivel nacional. Sin embargo, el equipo de St. Vincent-St. Mary High School falló en su intento de defender su campeonato estatal cuando ascendió a la División II y cayó ante el Instituto Roger Bacon de Cincinnati. James intentó presentarse en el Draft de la NBA, pidiendo un ajuste en las normas de elegibilidad de la NBA, que por entonces obligaba a los jugadores a terminar el instituto. La petición fue rechazada, pero esto condujo a un nivel de atención sobre él aún más grande. Para entonces, "King" James ya había aparecido en las portadas de las revistas deportivas más importantes del país como Sports Illustrated y ESPN The Magazine. Su popularidad se elevó tanto que tuvieron que cambiarse de pabellón. Se mudaron del gimnasio del instituto al cercano James A. Rhodes Arena de la Universidad de Akron, donde asistieron famosos como Shaquille O'Neal a observar partidos del joven prodigio. Incluso algunos partidos de James fueron televisados a escala nacional por la ESPN2 y regionalmente por pago por visión.
Con el equipo de fútbol americano, LeBron alcanzó la semifinal estatal.

#### Año sénior (2002-03)

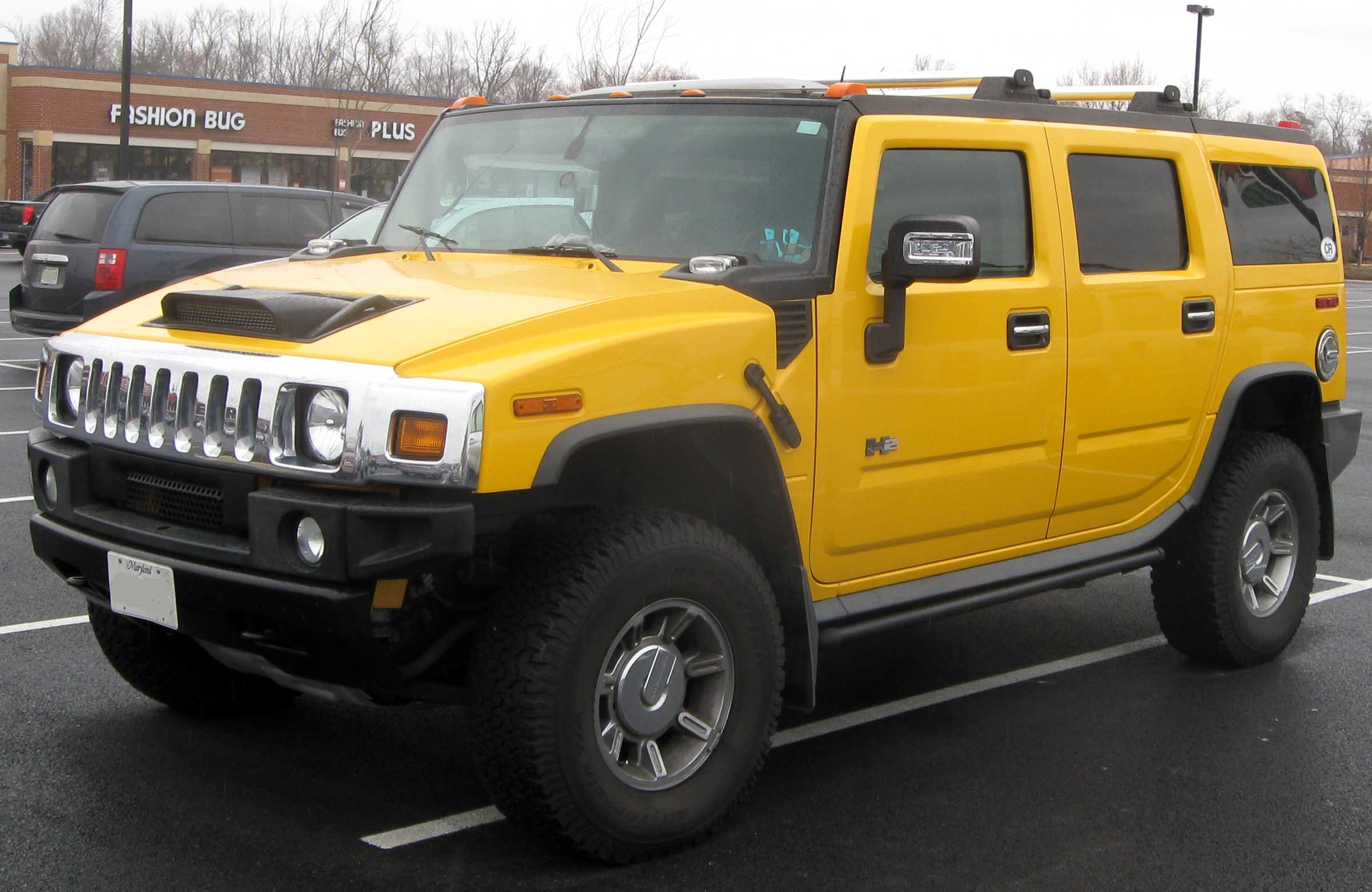
Hummer H2, como el que Gloria le regaló.

Para su cumpleaños número 18, Gloria le compró a LeBron un Hummer H2 valorado en 80.000 dólares. Además de dos camisetas de Wes Unseld y Gale Sayers valoradas en 845 dólares de NEXT (una tienda de ropa urbana en Shaker Square), a cambio de unas fotografías que posteriormente serían exhibidas en el local. Esto fue investigado por la Ohio High School Athletic Association (OHSAA), ya que bajo las normas de esta institución, ningún jugador amateur puede aceptar regalos que superen los 100 dólares. LeBron fue sancionado, pero tras apelar a los juzgados, vio reducida su sanción a dos partidos. Sin embargo, al equipo le despojaron una de sus victorias y le dieron el partido por perdido. Esta fue la única derrota oficial que sufrió SVSM en la temporada.
A pesar de los problemas fuera de la cancha, lideró a SVSM a un récord de 25-1 para dar a Irish su tercer campeonato estatal. En la final, vencieron 40-36 a Kettering Alter, con 25 puntos y 11 rebotes de LeBron.
LeBron se llevó el premio Mejor Jugador de Instituto 2003, el máximo distintivo individual a nivel de high school. Sus números aquella campaña dominaron de principio a fin la competición: 31,6 puntos, 9,6 rebotes, 4,6 asistencias y 3,4 robos.
El 8 de febrero de 2003, James anotó 52 puntos contra Westchester (de Los Ángeles), su mejor partido en cuanto a puntos en el instituto. También por tercera vez, James fue nombrado "Mr. Basketball" de Ohio y primer quinteto del All-USA. Repitió galardones de Jugador del Año Gatorade y Jugador del Año PARADE High School, siendo el primero en repetir ganador en los 47 años de historia del premio. Además consiguió el MVP en varios eventos como el McDonald's All-American Game, el EA Sports Roundball Classic y el Jordan Capital Classic. En el McDonald's Game, James lideró al Este a la victoria 122-107 con 27 puntos, 7 rebotes y 7 asistencias. En el Round Ball Classic, hizo lo propio conduciendo al Oeste al triunfo 120-119 con 28 puntos, 6 rebotes y 5 asistencias, además de anotar la canasta ganadora a 25 segundos del final. En el Jordan Capital Classic, LeBron firmó 34 puntos, 12 rebotes y 6 asistencias, pero su equipo cayó 107-102.
Aunque LeBron conocía de antemano que jugando más de dos eventos All-Star de instituto perdía su opción a jugar en la NCAA, el jugador lo hizo a sabiendas de que la NBA lo esperaba en el próximo draft de 2003.
LeBron James finalizó su carrera en St. Vincent-St. Mary High School con 2657 puntos, 892 rebotes y 523 asistencias en las cuatro temporadas que disputó.

### NBA

#### Cleveland Cavaliers
Temporada 2003-04
James fue seleccionado por Cleveland Cavaliers en primera posición del Draft de la NBA de 2003. Antes de llegar a la NBA, LeBron firmó un contrato de 90 millones de dólares con Nike y otro con Upper Deck. Eligió el dorsal 23, el mismo que llevaba Michael Jordan, al que considera su ídolo y un modelo a seguir.

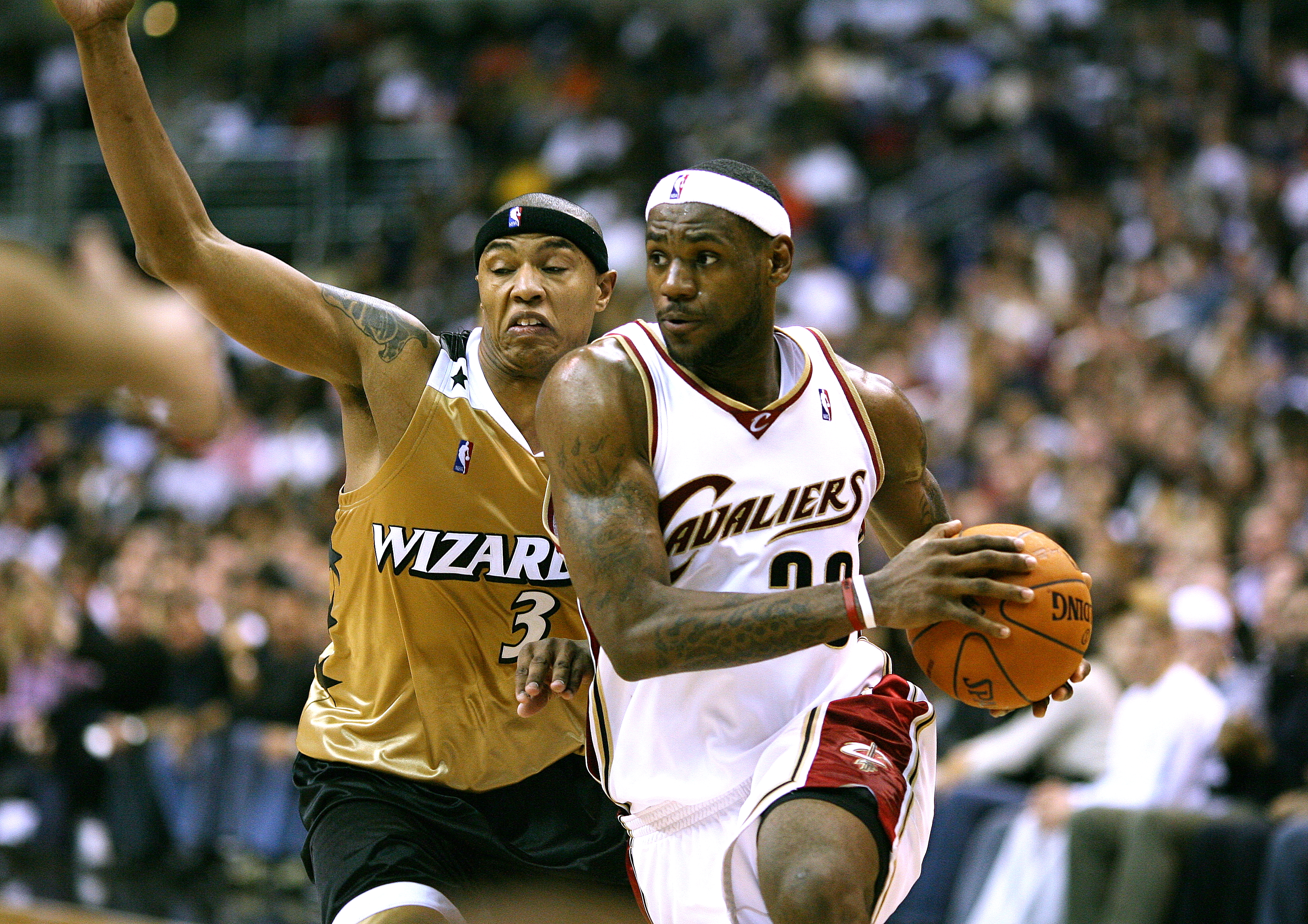
James fue elegido por los Cavaliers en la 1.ª posición del Draft de 2003.

Debutó ante Sacramento Kings, con 25 puntos, 6 rebotes, 9 asistencias y 4 robos. Después del partido, en rueda de prensa, le preguntaron como quien le gustaría llegar a ser, y respondió Jason Kidd. James admiraba a Kidd desde que llegó a la liga y le dedicó su primer triple-doble a él. En aquella temporada, James rompió récords de precocidad como el jugador más joven en anotar 30 y 40 puntos en un partido. El 27 de marzo de 2004, anotó 41 puntos a New Jersey Nets. LeBron fue el jugador más joven en llegar a los 1000 puntos (actualmente este récord llega hasta los 25 000 puntos). Cómo novato su máxima competencia además de Darko Miličić era Carmelo Anthony. En su primer encuentro ante Melo, celebrado en Denver, James no fue competencia para Carmelo, y registró tan solo 7 puntos en 41 minutos sobre la cancha y con derrota en mano 89-93; Anthony registró 14 puntos con 6 rebotes en 39 minutos de acción y sin bloqueos. Más tarde el 3 de diciembre de 2003, LeBron regresó con un pobre resultado de 4 puntos en 34 minutos de participación ante Los Angeles Clippers, acertando 2 de 13 intentos y siendo derrotado 80-90. En su primer partido de Navidad, el 25 de diciembre de 2003, LeBron se enfrentó por primera vez a los Orlando Magic, comandados por Doc Rivers como entrenador y su feroz superestrella Tracy McGrady con fama de líder anotador, tanto es así que en ese encuentro T-Mac anotó los dos triples decisivos al final del encuentro ante la escasa defensa de Carlos Boozer, registrando 41 puntos, 11 asistencias y 8 rebotes en 50 minutos de acción, y provocando la derrota de Cleveland en la prórroga. LeBron finalizó con 34 puntos, 6 asistencias y 2 pobres rebotes en 47 minutos de acción. Un mes después se vieron las caras en la cancha otra vez, y LeBron James fue superado una vez más por el campeón de anotaciones T-Mac, quien registró un récord de 8 triples en una mitad (consecutivos), fallando solo dos triples posteriores para finalizar con 36 puntos en 25 minutos de acción. LeBron consiguió 16 puntos en 30 minutos, es decir, que Tracy McGrady participó 5 minutos menos que James pero anotó 20 puntos más. No obstante, Cleveland se llevó el triunfo por 98-99 en Ohio.
Terminó la temporada promediando 20,9 puntos, 5,5 rebotes y 5,9 asistencias por partido. Tras obtener el Rookie del Mes en la Conferencia Este durante toda la temporada, fue nombrado Rookie del Año por delante de Carmelo Anthony, convirtiéndose en el primer jugador de los Cavaliers en recibir dicho trofeo. Además, fue el jugador más joven en conseguirlo en toda la historia. Junto con Oscar Robertson, Michael Jordan se convirtió en uno de los tres jugadores en la historia de la NBA, en ese momento, en conseguir promediar 20 puntos, 5 rebotes y 5 asistencias por partido en su primera campaña en la liga. Con James, los Cavs mejoraron en 18 victorias respecto a la temporada anterior, y finalizaron con un balance de 35-47, aunque insuficiente para acceder a playoffs. LeBron acabó 9.º en la Votación del MVP de 2004.
Fue elegido para disputar el Rookie Challenge, donde firmó 33 puntos, 5 rebotes y 6 asistencias.
Temporada 2004-05
En la temporada 2004-05 LeBron James protagonizó el peor partido de su carrera al anotar 3 puntos con un 0-5 en tiros de campo, sin robos y sin tapones, lesionándose al pasar los minutos. Cavaliers perdió el partido 98-87 ante unos Rockets liderados por Yao Ming autor de 20 puntos en 26 minutos y por Tracy McGrady con 34 puntos y 7 rebotes. LeBron fue seleccionado para jugar su primer All-Star Game, donde firmó 13 puntos, 8 rebotes y 6 asistencias en la victoria del Este sobre el Oeste por 125-115. Además, se convirtió en el jugador más joven en conseguir un triple-doble y en anotar 50 puntos en un encuentro. Registró el triple-doble ante Portland Trail Blazers con 27 puntos, 11 rebotes y 10 asistencias. El 20 de marzo de 2005 firmó 56 puntos ante Toronto Raptors, el segundo máximo récord de anotación en su carrera. Se convirtió en el jugador más joven y el segundo más rápido (tras Oscar Robertson) en alcanzar los 3500 puntos, 1000 rebotes y 1000 asistencias en su carrera.
Sus promedios fueron de 27,2 puntos, 7,2 asistencias, 7,4 rebotes y 2,2 robos de balón, siendo el quinto jugador en la historia de la liga en promediar 27 puntos, 7 rebotes y 7 asistencias en una temporada. Fue nombrado en el 2.º mejor quinteto de la temporada, convirtiéndose también en el jugador más joven de la historia de la NBA en ser nombrado en uno de los tres Mejores Quintetos del año. Fue Jugador del Mes en los meses de noviembre y enero. Sin embargo, los Cavs de nuevo no se metieron en playoffs a pesar del balance positivo de 42-40.
Temporada 2005-06

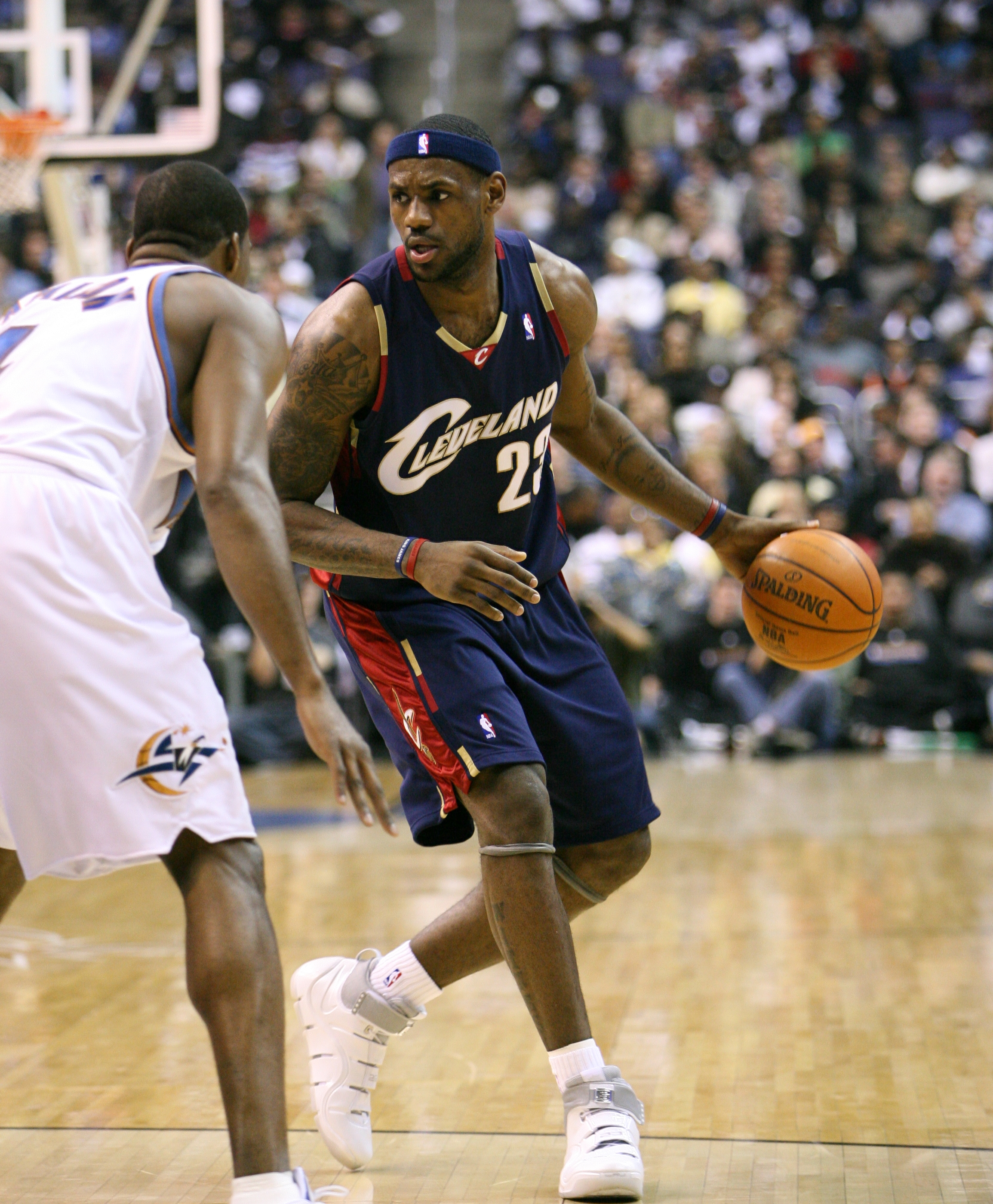
LeBron debutó en playoffs en 2006.

En la temporada 2005-06, LeBron promedió 31,4 puntos, 7 rebotes y 6 asistencias, siendo el jugador más joven en promediar más de 30 puntos por noche en una temporada regular. Es junto con Michael Jordan, Oscar Robertson, Jerry West y Russell Westbrook el único jugador capaz de conseguir promediar 30 puntos, 7 rebotes y 6 asistencias en una campaña. Además, durante un tramo de temporada, igualó a Jordan y Kobe Bryant como los únicos jugadores desde 1970 que anotaban 35 o más puntos en nueve partidos consecutivos. Su mejor encuentro fue ante Milwaukee Bucks, con 52 puntos. Anotó por encima de 40 puntos en diez ocasiones, y por encima de 50 en dos. James fue seleccionado por segunda vez para disputar el All-Star Game y lideró al Este a la victoria por 122-120 con 29 puntos, 2 asistencias y 6 rebotes, convirtiéndose así en el jugador más joven en ganar el premio MVP del All-Star, con 21 años y 51 días.
Al terminar la temporada regular, James fue uno de los principales candidatos a conseguir el premio al MVP. Finalmente acabó segundo en la votación por detrás del base Steve Nash de Phoenix Suns, que lo ganaba por segundo año consecutivo. LeBron fue incluido, por primera vez, en el Mejor Quinteto de la NBA. Pasó a ser el más joven en alcanzar los 4000, 5000 y 6000 puntos en una temporada, y todo ello en la misma campaña. En noviembre de 2005 y marzo de 2006 se llevó el Jugador del Mes en el Este.
Pulverizó sus propios récords de la franquicia en lo que a una temporada se refiere: puntos en total (2478), puntos por partido (31,4), tiros de campo anotados (875), tiros de campo intentados (1823), tiros libres anotados (601) y tiros libres intentados (814).
Por primera vez desde que LeBron llegara a la NBA, los Cavs se clasificaron para playoffs. Acabaron con un balance de 50-32 y desde 1998 no alcanzaban la postemporada. En su debut ante Washington Wizards, James realizó un triple-doble con 35 puntos, 12 rebotes y 12 asistencias en la primera victoria de los Cavaliers. Se convirtió en el tercer jugador en conseguir un triple-doble en su primer partido de playoffs, tras Johnny McCarthy (1960) y Magic Johnson (1980). En la serie, James promedió 35,7 puntos con un 57% en tiros de campo para dar la victoria por 4-2. Su promedio anotador fue el tercero mayor para un jugador que disputaba su primera serie de playoffs, tras Wilt Chamberlain (38,7 en 1960) y Kareem Abdul-Jabbar (36,2 en 1970). También se convirtió en el primer debutante que en su primer encuentro como visitante anotaba más de 40 puntos, con 41 en el tercer partido en Washington D. C. En Semifinales de Conferencia se enfrentaron a Detroit Pistons, contra los que cayeron eliminados por un 4-3. En la serie tuvo unos números de 26,6 puntos, 8,6 rebotes y 6 asistencias.
James promedió 30,8 puntos, 8,1 rebotes y 5,8 asistencias en su primera aparición en playoffs.
Temporada 2006-07
El 5 de enero de 2007 LeBron vuelve a repetir un partido para olvidar anotando solamente 8 puntos en 43 minutos de juego con varios triples incluidos pero todos fallados ante unos Milwaukee Bucks liderados por un Michael Redd de 26 puntos y 5 rebotes. En los playoffs, LeBron lideró a su equipo a la victoria en 1.ª ronda ante Washington Wizards por 4-0 con 27,8 puntos, 8,5 rebotes y 7,5 asistencias. En Semifinales de Conferencia esperaba New Jersey Nets. LeBron condujo a su equipo de nuevo a la victoria (4-2) con promedios de 24,7 puntos, 7,3 rebotes y 8,5 asistencias durante la serie. En las Finales de Conferencia aguardaban los “bad boys” de Detroit Pistons. Cleveland repitió el resultado de las dos eliminatorias anteriores y se impuso 4-2 en una serie en la que James hizo historia. Su equipo perdió los 2 primeros partidos pero luego culminó una gran remontada y ganó los 4 siguientes. Hay que resaltar el 5.º encuentro, en el que Cleveland ganó 109-107 en la 2.ª prórroga con canasta sobre la bocina de LeBron. En aquel partido, "King James" anotó 48 puntos, incluyendo todos los 25 últimos puntos de su equipo en la prórroga, con lo que pasó a la historia de los playoffs.
Por primera vez en su historia, tanto Cleveland como LeBron acudían a unas Finales de la NBA. Cleveland no tuvo opción en una final dominada de principio a fin por San Antonio Spurs, que derrotaron a los Cavs por 4-0. LeBron fue el mejor del equipo con 22 puntos, 7 rebotes y 6,8 asistencias. En estos playoffs, LeBron promedió 25,1 puntos, 8,1 rebotes y 8 asistencias, en unas eliminatorias en las que se volvió a demostrar la precocidad de LeBron James, que con solo 22 años llevó a las Finales a un equipo que dos años antes ni siquiera se clasificó para los playoffs.
Temporada 2007-08

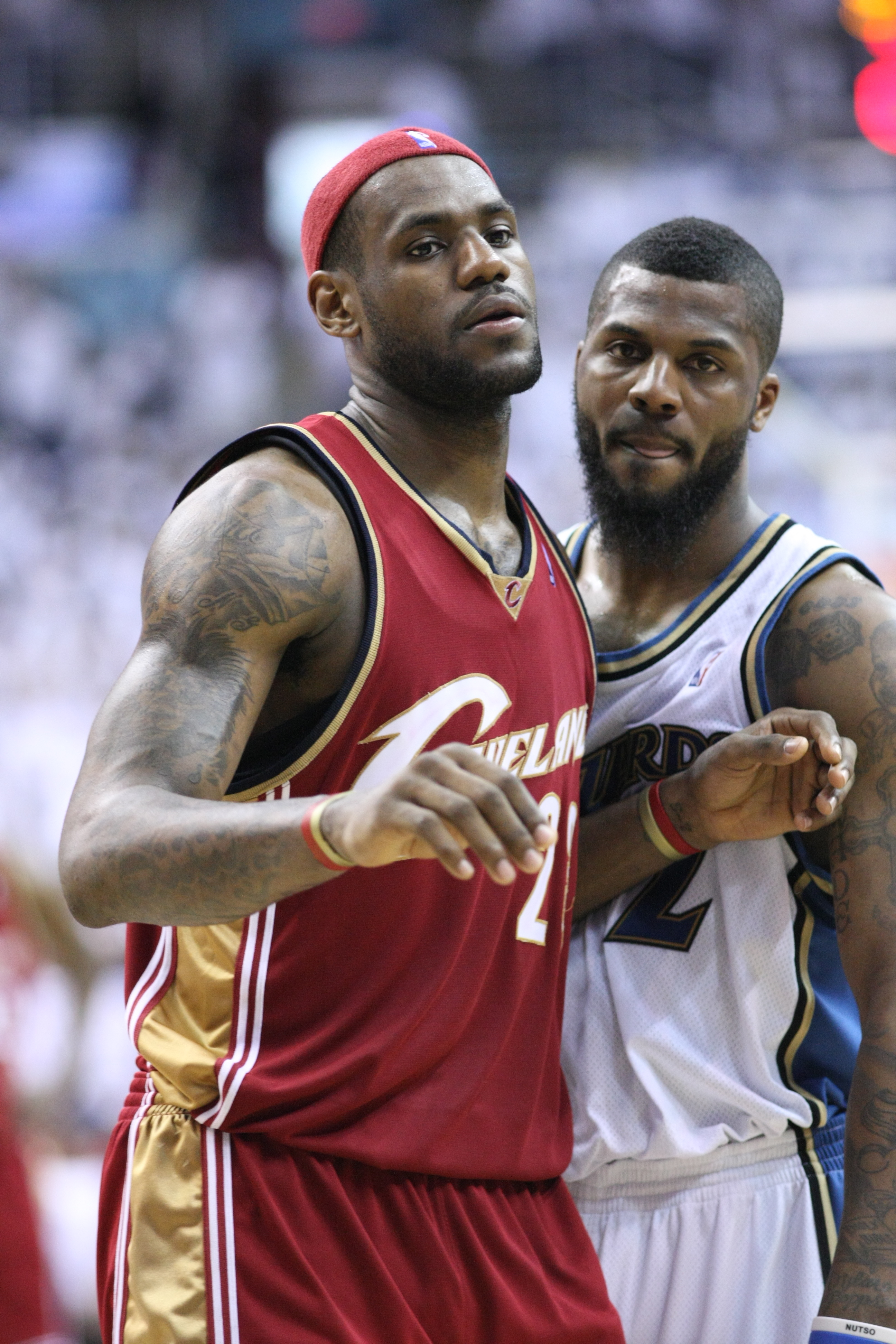
DeShawn Stevenson (der.) cuestionó la valía de James con unas declaraciones infamantes.

En la temporada 2007-08, LeBron lideró por primera vez en la historia de Cleveland la clasificación de anotadores con 30 puntos por partido. Además, añadió 7,9 rebotes, 7,2 asistencias y 1,8 robos. Se convirtió en el segundo jugador en la historia de la liga en promediar, como mínimo, 27 puntos, 6 rebotes y 6 asistencias durante cuatro temporadas consecutivas. Solo Oscar Robertson había sido capaz de conseguirlo anteriormente. Firmó seis encuentros por encima de 40 puntos, dos por encima de 50 y siete triple-dobles. Frente a New York Knicks, James anotó 50 puntos, 8 rebotes y 10 asistencias, siendo el tercer jugador en hacer 50 puntos y 10 asistencias desde que la NBA y la ABA se fusionaran.
Ganó su segundo MVP del All-Star Game en Nueva Orleans, al firmar 27 puntos, 8 rebotes y 9 asistencias, liderando a la Conferencia Este a la victoria.
En una serie de 4 partidos promedió 28,8 puntos, 12,3 rebotes y 10,5 asistencias, siendo el primero desde Wilt Chamberlain en 1968 en promediar estos números en ese corto período. LeBron fue el primer jugador desde Bob Sura en 2004, en cosechar dos triple-dobles en dos días consecutivos. También es el primero desde Magic Johnson en 1988, en cosechar dos triple-dobles en dos días consecutivos, dos veces en la misma temporada. El 6 de enero de 2008 anotó 24 puntos en el último cuarto ante Toronto Raptors, récord de la franquicia.
El 27 de febrero de 2008, en un partido contra Boston Celtics en el que resultó lesionado, "King James" volvió a la cancha para superar la cifra de los 10 000 puntos y convertirse así en el jugador más joven de la historia en hacerlo, con 23 años y 59 días. El 21 de marzo de 2008, superó a Brad Daugherty (10 389 puntos), como máximo anotador en la historia de Cleveland Cavaliers.
James y los Cavs terminaron la temporada con un récord de 45-37. En 1.ª ronda volvieron a cruzarse con Washington Wizards. En aquella serie, DeShawn Stevenson dijo de James que estaba "sobrevalorado". Los Cavaliers dieron cuenta de Washington en seis partidos (4-2) y LeBron respondió a Stevenson con 29,8 puntos, 9,5 rebotes y 7,7 asistencias de media. En Semifinales de Conferencia esperaban unos Boston Celtics con hambre de anillo tras conseguir a Kevin Garnett y a Ray Allen el verano anterior. La serie se decidió en Boston en el séptimo partido. En aquel encuentro, LeBron anotó 45 puntos, la cuarta puntuación de la historia en un 7.º partido. Sin embargo, Paul Pierce también superó los 40 puntos y los Celtics se llevaron el triunfo.
Temporada 2008-09

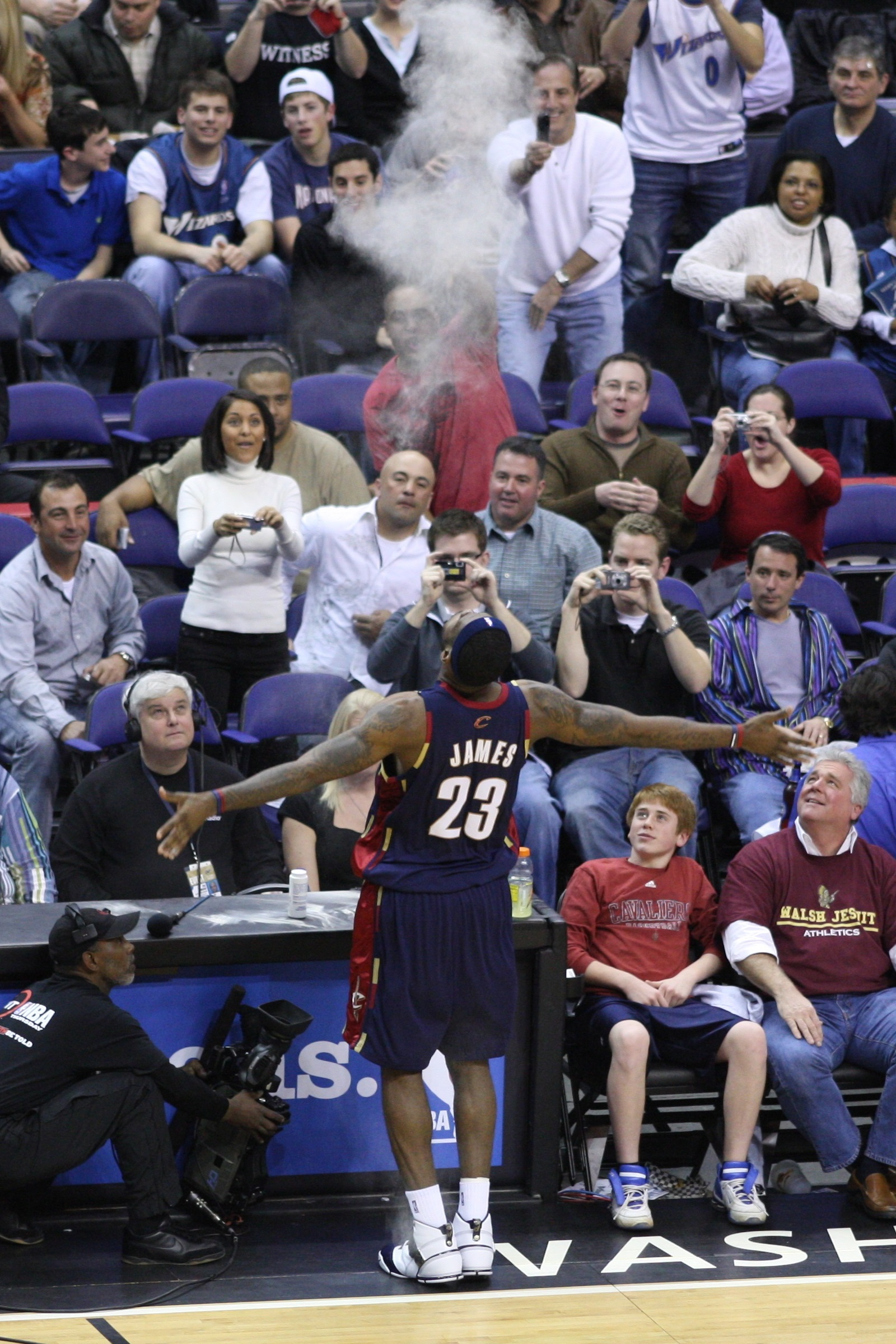
Ritual de LeBron James antes de los partidos.

El mejor partido de LeBron James en la temporada 2008-09 fue en el Madison Square Garden, donde firmó 52 puntos, 10 rebotes y 11 asistencias, dos días después de que Kobe Bryant batiera la mejor marca de anotación en la historia del Madison Square Garden con 61 puntos. Sin embargo, la NBA informó que había revisado el vídeo del partido y decidieron quitarle el triple-doble que consiguió LeBron alegando que uno de los rebotes que consiguió tenía que acreditárselo a su compañero Ben Wallace. Con 39,3 décimas de segundo para concluir el partido, el rebote que se le dio a James tendría que haber sido de Wallace. De haber validado el triple-doble, James se hubiera convertido en el primer jugador desde Kareem Abdul-Jabbar en tener un partido de 50 unidades y dos dígitos en tres estadísticas diferentes. De paso, LeBron igualó a Michael Jordan como los únicos jugadores con al menos 50 tantos en dos o más ocasiones en el Madison Square Garden.
Aunque fue su partido más completo, no fue en el que más puntos anotó, ya que ante Milwaukee Bucks firmó 55 puntos. Del 10 de marzo al 13 de marzo, LeBron firmó tres triple-dobles consecutivos, ante Miami Heat, Los Angeles Clippers y Phoenix Suns, sumando siete en total en la temporada. En el All-Star Game de 2009, LeBron firmó 20 puntos, 5 rebotes y 3 asistencias. En aquella cita declaró que en próximas ediciones le gustaría participar en el Concurso de Mates, como hicieran estrellas como Michael Jordan y Kobe Bryant.

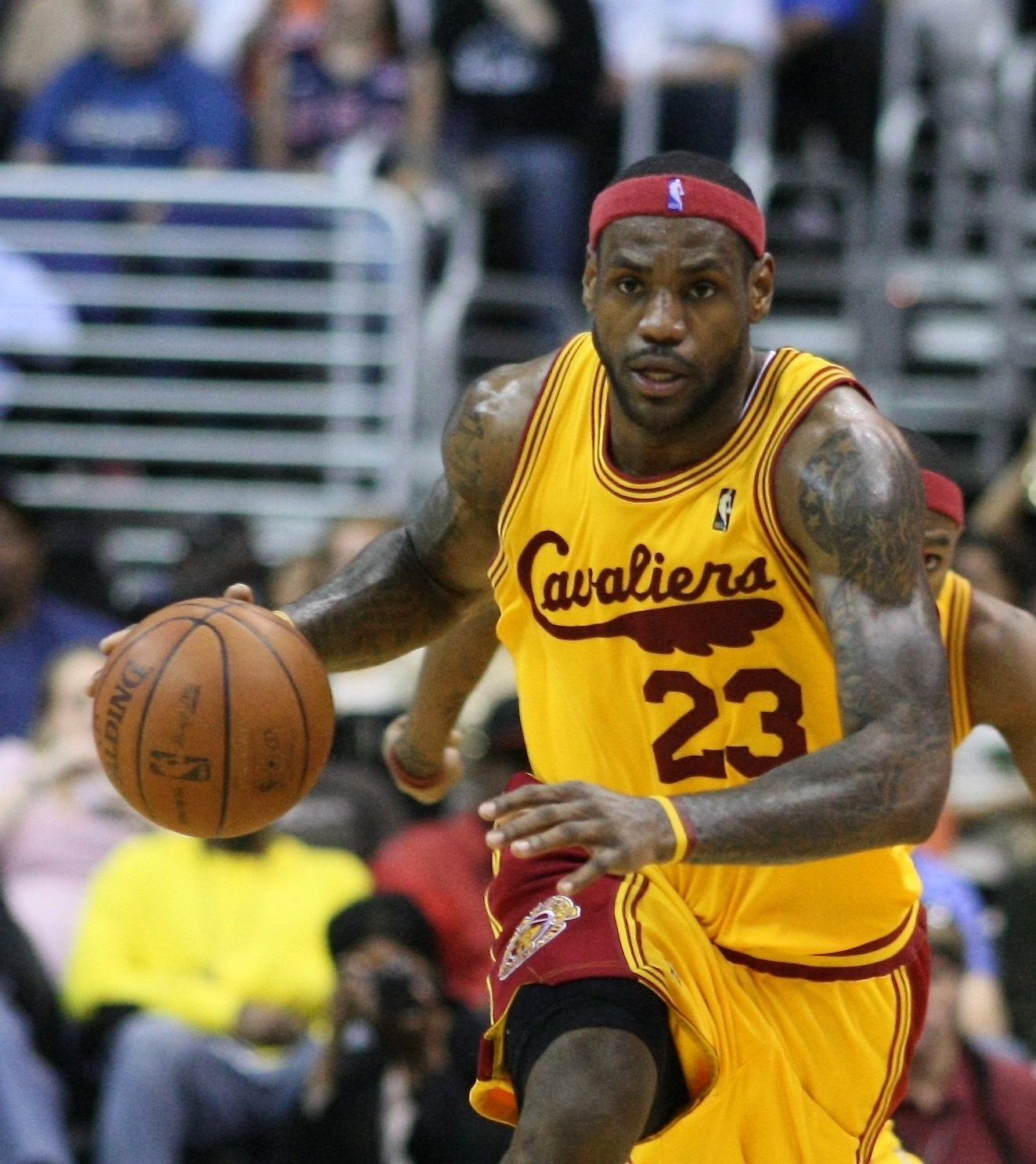
James en un partido en abril de 2009.

Con la victoria el 25 de marzo ante New Jersey Nets, Cleveland Cavaliers sumó un balance de 58-23 mejorando el 57-25 registrados en las temporadas 1988-89 y 1991-92 como mejor récord de su historia. El equipo finalizó con 66 partidos ganados y 16 perdidos, cayendo en el último encuentro en casa de la temporada regular ante Philadelphia 76ers en la prórroga.
El principal progreso en el juego de James fue su mejoría en defensa, taponando 93 balones durante la temporada (récord personal), y en el tiro libre (78%, mejor marca en su carrera, y liderando la liga con 594 tiros libres anotados). James fue nombrado mejor jugador del mes en cuatro ocasiones, siendo el segundo jugador en la historia en conseguirlo tras Kevin Garnett en la 2003-04. Además, fue el cuarto jugador en la historia en liderar a su equipo en las cinco principales categorías estadísticas (puntos, rebotes, asistencias, tapones y robos de balón) en una temporada.
En primera ronda de playoffs, los Cavaliers batieron a Detroit Pistons por un cómodo 4-0, con promedios de James de 32 puntos, 11.3 rebotes y 7.5 asistencias, convirtiéndose en el tercer jugador en la historia de los playoffs en firmar al menos 30 puntos, 11 rebotes y 7 asistencias en una serie de postemporada. El 4 de mayo fue nombrado MVP de la temporada regular, siendo el jugador más joven hasta ese momento en recibir el premio y el primero en la historia de la franquicia. También fue incluido en el mejor quinteto defensivo de la liga por primera vez en su carrera. En la siguiente ronda de playoffs, los Cavaliers eliminaron a Atlanta Hawks de nuevo en cuatro partidos.
En las Finales de Conferencia el rival era Orlando Magic. El 22 de mayo, en el segundo encuentro de la serie, Hedo Turkoglu anotó un triple a falta de 48 segundos para empatar el partido, y una canasta a falta de un segundo para adelantar a su equipo. En la siguiente posesión, James consiguió un triple sobre la bocina que daba la victoria a los Cavaliers por 96-95 y empataba la serie. Tras dos triunfos consecutivos de los Magic en el tercer y cuarto partido, los Cavs ganaron el quinto encuentro y pusieron el 3-2 en la eliminatoria. Sin embargo, en el sexto duelo, James y los Cavaliers fueron derrotados, y con ello, eliminados. Tras el pitido final, James abandonó la cancha sin chocar la mano y felicitar a sus oponentes, lo que creó controversia y críticas hacia el jugador. James se defendió diciendo:

"Es duro para mí felicitar a alguien con el que acabas de perder. Soy un ganador. No es ser un mal deportista ni nada por el estilo. Si alguien te gana, no vas a ir a felicitarle... Soy un competidor. Eso es lo que hago. No tiene sentido para mí ir y estrechar la mano de alguien".

Temporada 2009-10
Antes del comienzo de la temporada 2009-10, Cleveland fichó al 4 veces campeón de la NBA Shaquille O'Neal para potenciar su juego interior. James fue elegido para su sexto All-Star consecutivo, convirtiéndose en el primer jugador en sobrepasar en 3 ocasiones los 2 millones y medio de votos de los aficionados. En el partido consiguió 25 puntos, 6 asistencias, 5 rebotes y 4 robos de balón.
En un partido ante Denver Nuggets, James logró 43 puntos, 13 rebotes, 15 asistencias, 2 robos y 4 tapones, siendo el primer jugador en conseguir al menos 40 puntos, 15 asistencias y 13 rebotes desde que lo lograra Oscar Robertson el 13 de febrero de 1962. El 13 de marzo de 2010 se convirtió en el jugador más joven de la historia de la NBA en alcanzar los 15 000 puntos, sobrepasando a Kobe Bryant.
Al final de la temporada regular, Cleveland acabó con el mejor balance de la liga por segundo año consecutivo y James logró el MVP por segunda vez en su carrera, convirtiéndose en el décimo jugador en lograrlo. En los playoffs los Cavaliers despacharon 4-1 a los Bulls con LeBron promediando 31,8 puntos, 9,2 rebotes y 8,2 asistencias, y después caerían en semifinales de conferencia por 2-4 contra la que ha sido la bestia negra de James en toda su carrera según él mismo, los Boston Celtics.

#### Miami Heat
Temporada 2010-11

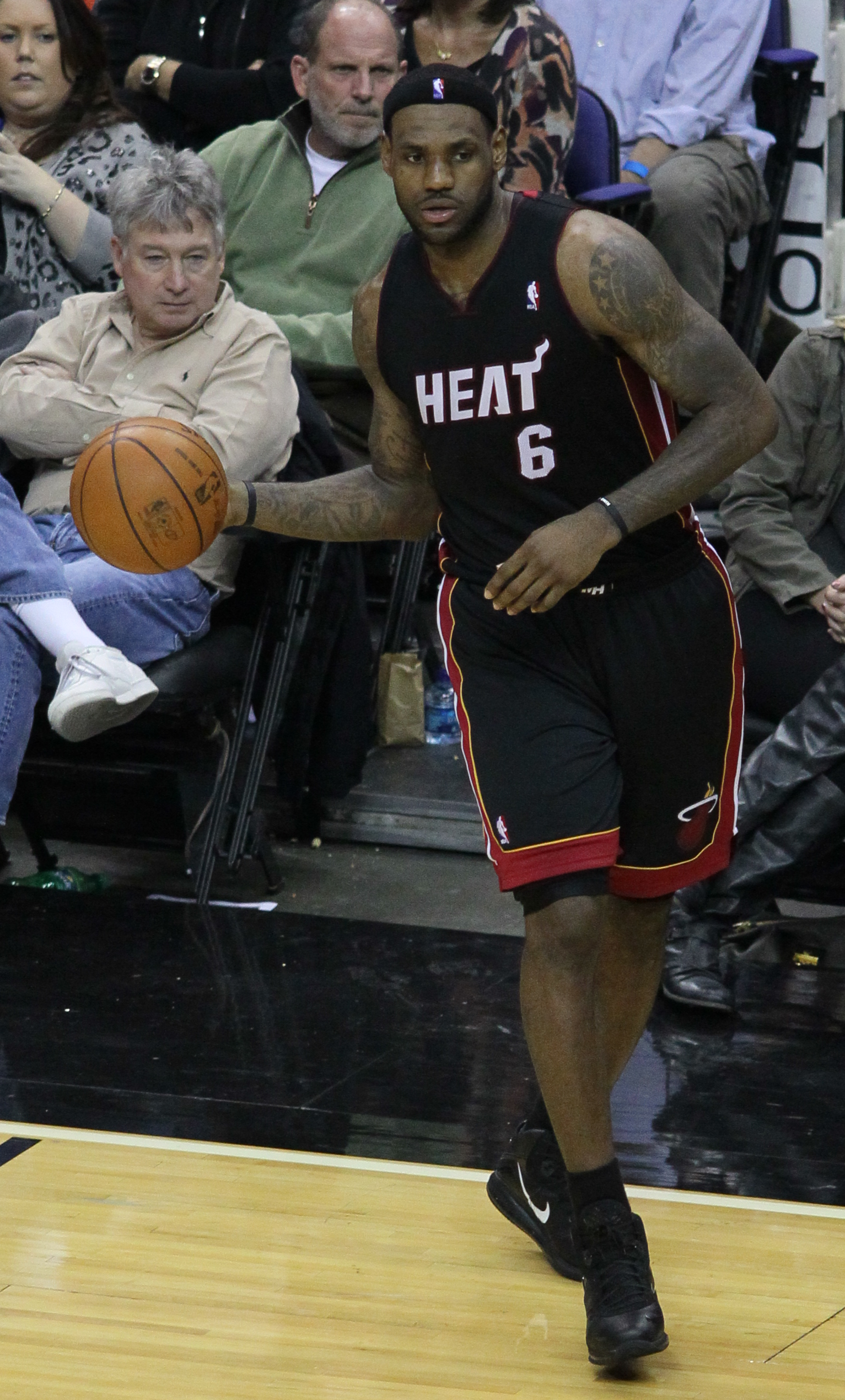
LeBron en su primera temporada con Miami Heat.

Al terminar contrato, LeBron James se convirtió en el agente libre más cotizado de ese verano, y multitud de rumores lo situaban en equipos como los Bulls, Miami, Nueva York, e incluso los Cavaliers de nuevo si renovaba su contrato. Finalmente, y tras un espectáculo televisivo en el que anunció cuál sería su equipo, decidió ir a los Miami Heat con sus amigos Chris Bosh y Dwyane Wade, formando el llamado Big Three que se convertiría desde el principio como el favorito al título. Ante la imposibilidad de continuar con su dorsal 23 en Miami, retirado por los Heat en homenaje a Michael Jordan (pese a que nunca jugó en este equipo), James eligió el número 6 que también luce habitualmente en sus partidos con la selección nacional, y que también llevaba otro de sus ídolos, Julius Erving.
La temporada de Miami fue extraña, encadenando momentos de increíble efectividad y resultados, con otros de pasividad que se transformaban en derrotas. Finalmente LeBron terminó la temporada con unos promedios de 26,7 puntos, 7,5 rebotes y 7 asistencias. Y Miami se clasificó como 2.º de conferencia, consiguiendo 58 victorias.
En Playoffs, los Heat se enfrentaron a Philadelphia 76ers derrotándolos 4-1 y mostrando un juego espectacular. El único partido que Sixers venció a Miami fue en el cuarto enfrentamiento, donde Jrue Holiday anotó un triple ganador ante la defensa de Dwyane Wade. En semifinales, arrollaron a Boston Celtics aprovechando las lesiones de Shaquille O'Neal y las molestias físicas de Rajon Rondo y Kevin Garnett, ratificando así su condición de favoritos al título. En finales de Conferencia les esperaban Chicago Bulls, que se habían clasificado como el 1.º equipo de la liga, y que contaban con el MVP Derrick Rose en estado de gracia. Sin embargo, Miami Heat, gracias a una defensa muy compacta y a un ataque muy efectivo, los eliminó en tan solo 5 partidos. Ahora les esperaban las finales contra el equipo que derrotaron en 2006, los Dallas Mavericks de Dirk Nowitzki
Miami Heat empezó bien la serie ganando 1-0 a Dallas, y con LeBron realizando un buen papel de 24 puntos y 9 rebotes. No obstante, tras este partido, LeBron bajó su nivel de las Finales, tomando el mando del equipo su compañero Dwyane Wade. Tras la victoria en el tercer partido, llegó la debacle de los Heat en los tres siguientes, incluyendo el cuarto partido en Dallas en el que LeBron James fue bien defendido, aportando tan solo 8 puntos en 46 minutos de acción. Miami Heat perdió la serie final con un LeBron James muy poco acertado en ataque, totalizando 9 triples de 28 intentados y 60% en tiros libres que solo le valieron para promediar 17.8 puntos por partido en 43.7 minutos de toda la serie final.
Temporada 2011-12
Después del golpe moral de perder la final del año anterior, LeBron entrenó arduamente con Hakeem Olajuwon, mejorando su juego en el poste. Comenzó la temporada con un récord de 16-5, el mejor inicio en la historia de la franquicia. Fue llamado al All-Star Game por octavo año consecutivo, anotando 36 puntos. Al final de temporada, los Heat se clasificaron 2.º en la conferencia Este. LeBron promedió 27,1 puntos, 7,9 rebotes y 6,2 asistencias, lo que le valió para ganar su tercer MVP de la Temporada.
En la Primera Ronda de los Playoffs de 2012 vencieron a los New York Knicks en cinco partidos. En Semifinales de Conferencia remontaron un 1-2 ante los Indiana Pacers, regresando a las Finales de Conferencia por segundo año consecutivo. Esta vez se enfrentaron a los Boston Celtics. Heat ganó los dos primeros juegos, pero Boston se llevó los 3 siguientes, poniéndolos a un partido de la eliminación. En el sexto partido, en el TD Garden, LeBron anotó 45 puntos, capturó 15 rebotes y dio 5 asistencias, algo que solo había hecho Wilt Chamberlain hacía casi 50 años. La gran actuación le dio vida a los Heat para poder regresar a casa por un séptimo partido. En el juego siete los Heat ganaron 101-88, alcanzando así su segunda Final en dos años. En las finales se encontraron con el Thunder de Kevin Durant y Russell Westbrook. En el primer juego en Oklahoma, perdieron una ventaja de 7 puntos al medio tiempo, poniendo la serie 1-0 a favor de los Thunder.<refOklahoma gana el primer partido de la final NBA jugones.wordpress.com, 13 de junio de 2012</ref> Pero con un LeBron en mejor estado que nunca, los Heat pudieron recuperarse ganando 3 partidos seguidos. En este último, James sufrió fuertes molestias en los minutos finales del encuentro, pero aun así logró un triple con el juego empatado para tomar la ventaja y luego obtener la victoria. En el quinto partido fue decisivo para su equipo, logrando un triple doble y dándole así el segundo anillo a los Heat, el primero para él. LeBron fue nombrado MVP de la Final promediando 28,6 puntos, 10,2 rebotes y 7,4 asistencias en la serie.
Temporada 2012-13

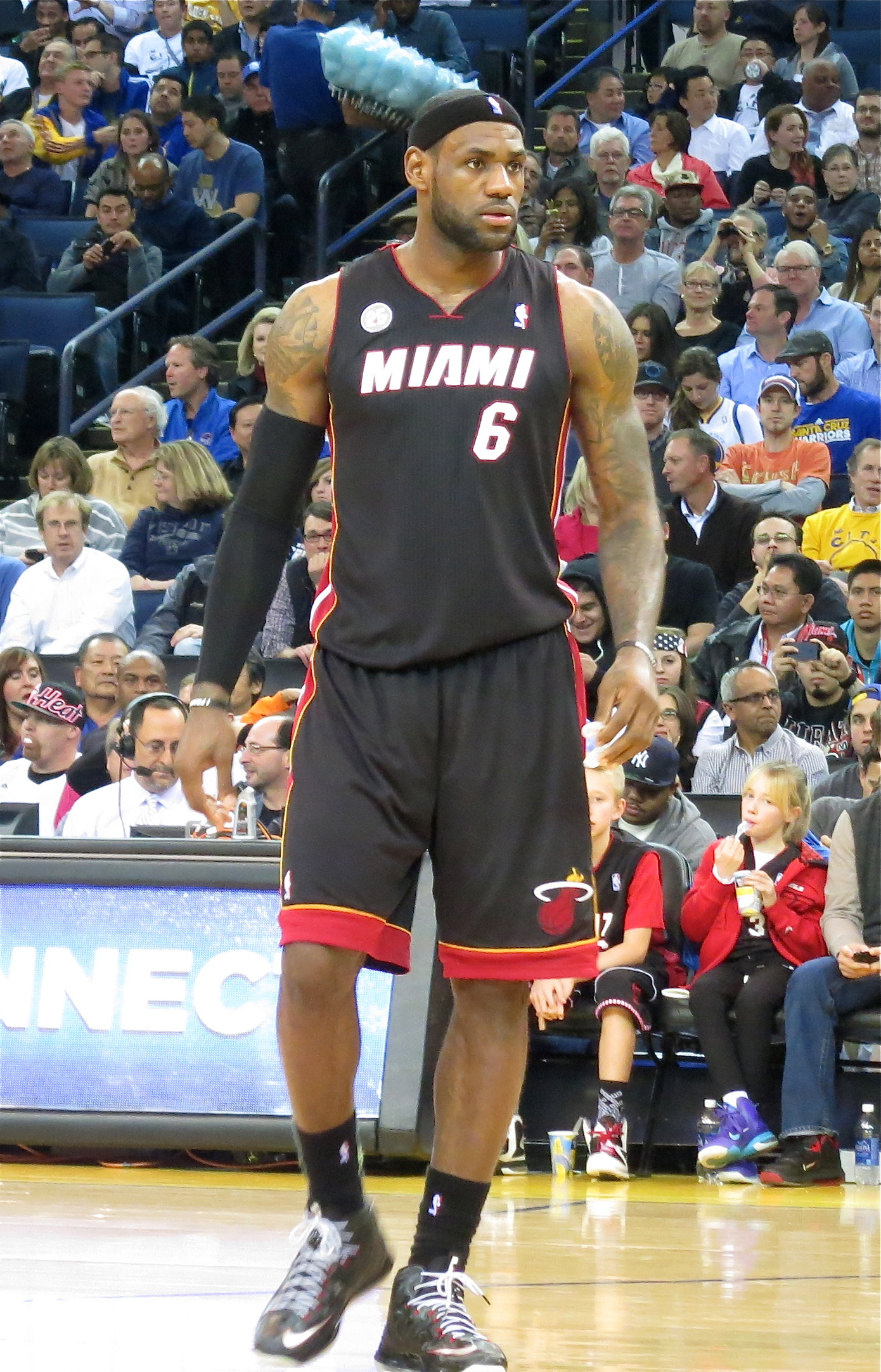
LeBron jugador más joven en conseguir 20,000 puntos en la Historia de la NBA.

Tras el gran año que tuvo, se pensaba que LeBron ya no podría mejorar, y sin embargo lo hizo. Durante esta temporada, estableció récords de carrera en porcentaje de tiros de campo y tiros de tres, igual que en rebotes. Se convirtió en el jugador más joven en conseguir 20,000 puntos, así como 5,000 rebotes y asistencias. Fue nombrado jugador del mes desde noviembre hasta marzo, algo histórico. Su equipo consiguió la segunda racha de victorias más larga de la historia, con 27. Acabaron la temporada con el mejor balance de victorias-derrotas de toda la liga y LeBron fue nombrado MVP por cuarta vez, siendo solo el 5.º jugador en la historia en conseguirlo.
Ya en Playoffs, Miami despachó rápidamente a los Milwaukee Bucks en primera ronda 4-0. Tras esto, perdieron el primer partido contra los Chicago Bulls, aunque ganaron los 4 siguientes. En las finales de Conferencia contra los Indiana Pacers, Lebron fue el único jugador dominante y consistente de su equipo. Finalmente, Miami Heat venció en casa a San Antonio Spurs en el séptimo partido con 32 puntos de LeBron y ganó la serie por 4-3.
Temporada 2013-14
Tras ganar su segundo anillo en Miami, los Heat comenzaron bien la temporada con LeBron siendo candidato al MVP. Superó su récord de anotación contra Charlotte Bobcats anotando 61 puntos, con un 8 de 8 en triples jugando con una máscara protectora. Fue convocado para su décimo All-Star Game consecutivo. Su amigo y rival Kevin Durant le arrebató el MVP de la Temporada. En playoffs eliminaron en cuatro partidos a Charlotte Bobcats y en cinco a Brooklyn Nets, en un cuarto partido en el que James anotó 49 puntos. En las Finales de Conferencia eliminaron en 6 partidos a Indiana Pacers, pero en las Finales de la NBA cayeron ante San Antonio Spurs en cinco partidos. LeBron se convirtió en agente libre y fichó por Cleveland Cavaliers.

#### Cleveland Cavaliers
Temporada 2014-15

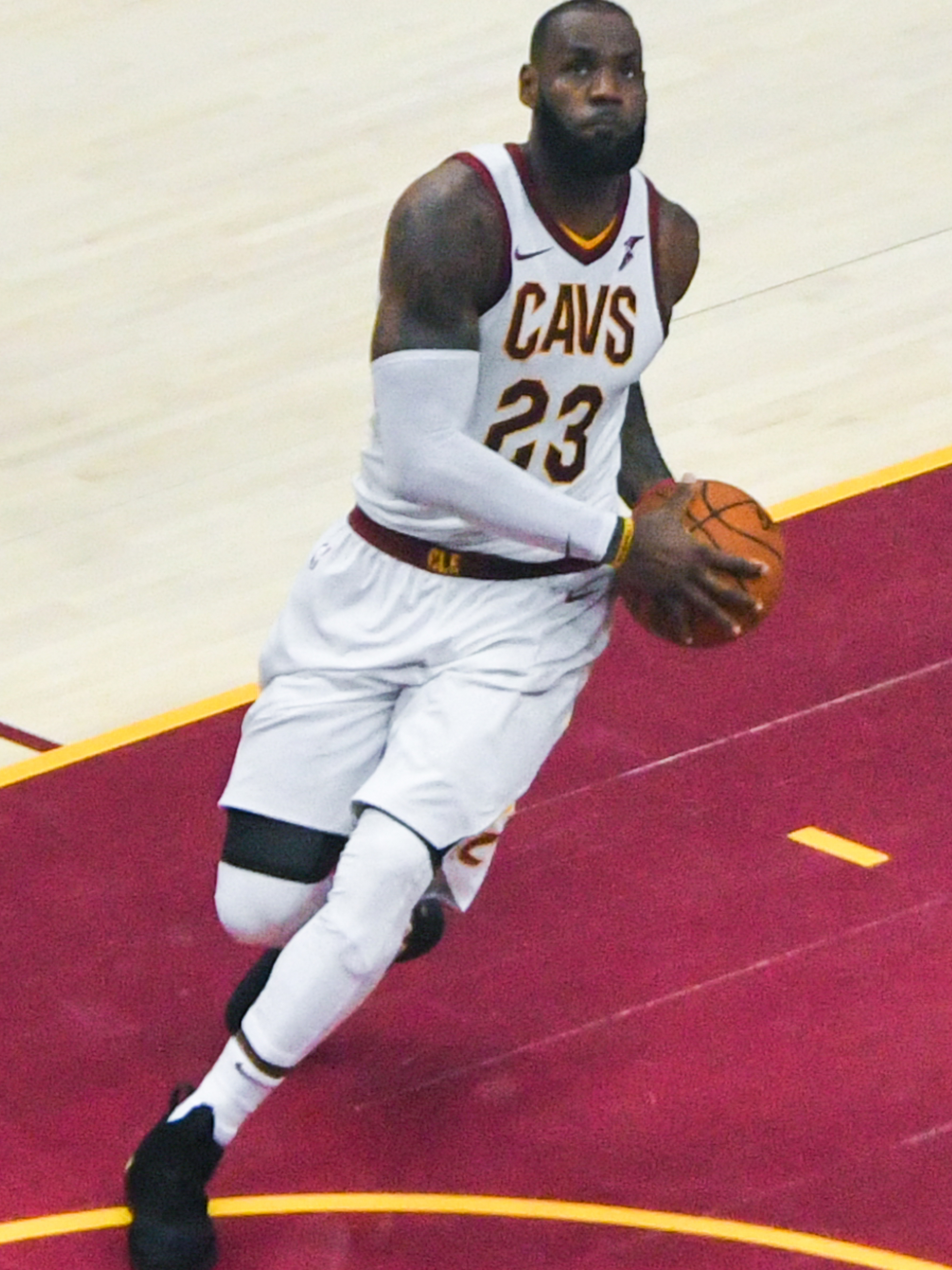
James jugando para los Cavaliers en la temporada 2017-18.

Finalizada la temporada 2013-14 y tras haber perdido las finales contra Los Spurs, LeBron decide dejar el equipo de Miami Heat y volver a firmar con el equipo con el que pasó sus primeras 7 temporadas, los Cleveland Cavaliers, junto a Kevin Love y al ya establecido y líder del equipo hasta el momento, Kyrie Irving.
LeBron James sigue haciendo historia con el transcurso de los años. Así, superó a Mark Price como máximo asistente de los Cleveland Cavaliers, y el 24 de febrero de 2015 superó a Scottie Pippen, convirtiéndose en el alero con más asistencias realizadas en la historia de la NBA. Al final de la temporada, quedó tercero en la votación del MVP, pero perdieron la final de la NBA contra los Warriors de Stephen Curry.
Temporada 2015-16
El 2 de noviembre de 2015 ante los Philadelphia 76ers, James se convirtió en el jugador más joven en llegar a los 25 000 puntos en la historia de la NBA con 30 años y 307 días, superando a Kobe Bryant quien lo hizo con 31 años y 105 días.
En los PlayOff de 2016, tras una espectacular remontada en las finales ante Golden State Warriors, los Cleveland Cavaliers ganaron el primer anillo de su historia, al ganar la serie 4-3, siendo nombrado, LeBron, MVP de las Finales.
Temporada 2016-17
En el 2017, LeBron y los Cleveland Cavaliers se enfrentaban, de nuevo, en las finales contra los Golden State Warriors, que ahora se habían reforzado con Kevin Durant. Finalmente los Warriors se llevaron el campeonato tras terminar la serie 4-1 y James se convirtió en el único jugador en promediar triple-doble en unas finales de la NBA.
Temporada 2017-18
En la temporada 2017-18, Cleveland volvió a clasificarse para PlayOffs, cuarto del Este, y llegaron, una vez más, a las Finales de la NBA. Allí les esperaban, por cuarto año consecutivo los Warriors y donde volvieron a salir derrotados, esta vez por 4-0. LeBron anotó 51 puntos en el primer partido de la serie, siendo su récord personal en playoffs y también el de la franquicia.

#### Los Angeles Lakers
Temporada 2018-19

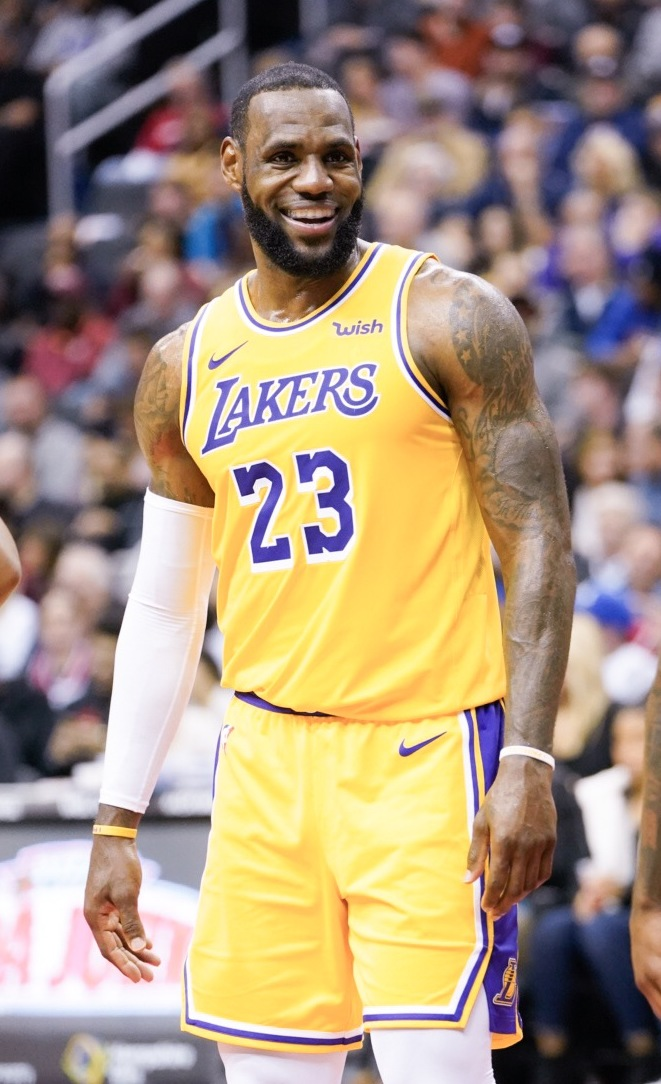
James jugando para Los Angeles Lakers.

El 2 de julio de 2018, tras rechazar su renovación con Cleveland, firma un contrato de 154 millones de dólares por 4 temporadas con Los Angeles Lakers. Tras los primeros partidos en Los Ángeles, el 27 de octubre, James adelanta a Dirk Nowitzki en la lista de máximos anotadores de la historia, colocándose en sexta posición de dicho ranking. El 14 de noviembre de 2018, tras la disputa de un partido frente a Portland Trail Blazers, James superaba los registros anotadores de Wilt Chamberlain, colocándose así, como quinto máximo anotador de la historia de la NBA.
En enero de 2019, fue elegido como capitán de la Conferencia Oeste, para el All Star Game de 2019, siendo esta su decimoquinta elección. El 6 de marzo de 2019 subía un peldaño más en la lista de máximos anotadores, superando en esta ocasión a Michael Jordan para colocarse en el cuarto lugar, en un partido ante los Denver Nuggets. Sin embargo, la temporada acabaría antes de tiempo para él, ya que Los Lakers no consiguieron clasificarse para PlayOffs, siendo el sexto año consecutivo para la franquicia, y el primero después de 13 temporadas para James. Así que, cuando restaban 8 partidos de temporada regular por disputarse, la franquicia decidió que no volvería a jugar hasta el año que viene, para recuperarse completamente de su lesión.
Temporada 2019-20
El 23 de enero de 2020, fue elegido como capitán de la Conferencia Oeste, para el All-Star de 2020 por segundo año consecutivo. El 25 de enero de 2020 ante Philadelphia 76ers, se colocó como el tercer máximo anotador de la historia de NBA al superar a los 33 643 de Kobe Bryant, y teniendo por delante únicamente a Karl Malone y Kareem Abdul-Jabbar. El 3 de marzo de 2020, fue nombrado jugador del mes de la conferencia Oeste del mes de febrero, siendo este, el galardón número 40 como "Jugador del Mes" de su carrera. Los Lakers se clasificaron para playoffs como primero del Oeste, siendo campeón de la División Pacífico por primera vez desde 2012, y LeBron fue líder de la temporada en asistencias, con 10,2 por partido.
En los playoffs de 2020, LeBron alcanzó sus décimas Finales de la NBA, logrando llegar a más Finales que otras 27 franquicias, empatando así con Kareem Abdul-Jabbar y siendo superado solamente por Sam Jones y Bill Russell. El 11 de octubre de 2020 se proclama campeón de la NBA por cuarta vez en su carrera tras vencer a Miami Heat en la final de la NBA, donde también le nombran MVP de las Finales por cuarta vez.
Temporada 2020-21
El 3 de diciembre de 2020, los Lakers acuerdan una extensión de contrato con LeBron por dos años y $85 millones. El 18 de febrero de 2021, fue elegido por decimoséptima vez para disputar el All-Star Game que se celebró en Atlanta. El 20 de marzo, en la derrota ante Atlanta Hawks, sufrió un esguince de tobillo que le mantuvo fuera de las pistas varias semanas. Finalmente regresó el 30 de abril, después de perderse 20 encuentros, siendo la primera vez en su carrera que se perdía tantos partidos consecutivos. Ya en primera ronda de playoffs, los Lakers perdían ante Phoenix Suns (2-4), rompiendo la racha de 14 primeras rondas invicto de James.
Temporada 2021-22
El 21 de noviembre de 2021, ante Detroit Pistons, golpeó en el ojo a Isaiah Stewart, se produjo una refriega y ambos jugadores fueron amonestados, siendo la segunda expulsión directa (ejection) de su carrera. El 30 de noviembre se anunció que LeBron había entrado en los protocolos de salud y seguridad de la NBA contra el coronavirus, por lo que sería baja para el próximo partido del conjunto californiano. Este fue el encuentro número 12 que se perdería, de los 23 posibles jugados hasta ese momento. El 19 de enero de 2022, ante Indiana Pacers, alcanza la cifra de 10 000 rebotes en su carrera. El 27 de enero se anuncia su titularidad como capitán en el All-Star Game de la NBA 2022, siendo la decimoctava participación de su carrera. Al día siguiente, abandonó la gira del equipo, y regresó a Los Ángeles, para tratarse una inflamación en la rodilla. El 5 de marzo ante Golden State Warriors anotó 56 puntos. El 11 de marzo ante Washington Wizards anota 50 puntos. El 19 de marzo supera los 36 928 de puntos de Karl Malone y se convierte en el segundo máximo anotador de la historia de la NBA. El 21 de marzo ante los Cavs, registra un triple-doble de 38 puntos, 12 asistencias y 11 rebotes. El 27 de marzo ante New Orleans Pelicans, anota 39 puntos y alcanza los 37 000 en su carrera.
Temporada 2022-23

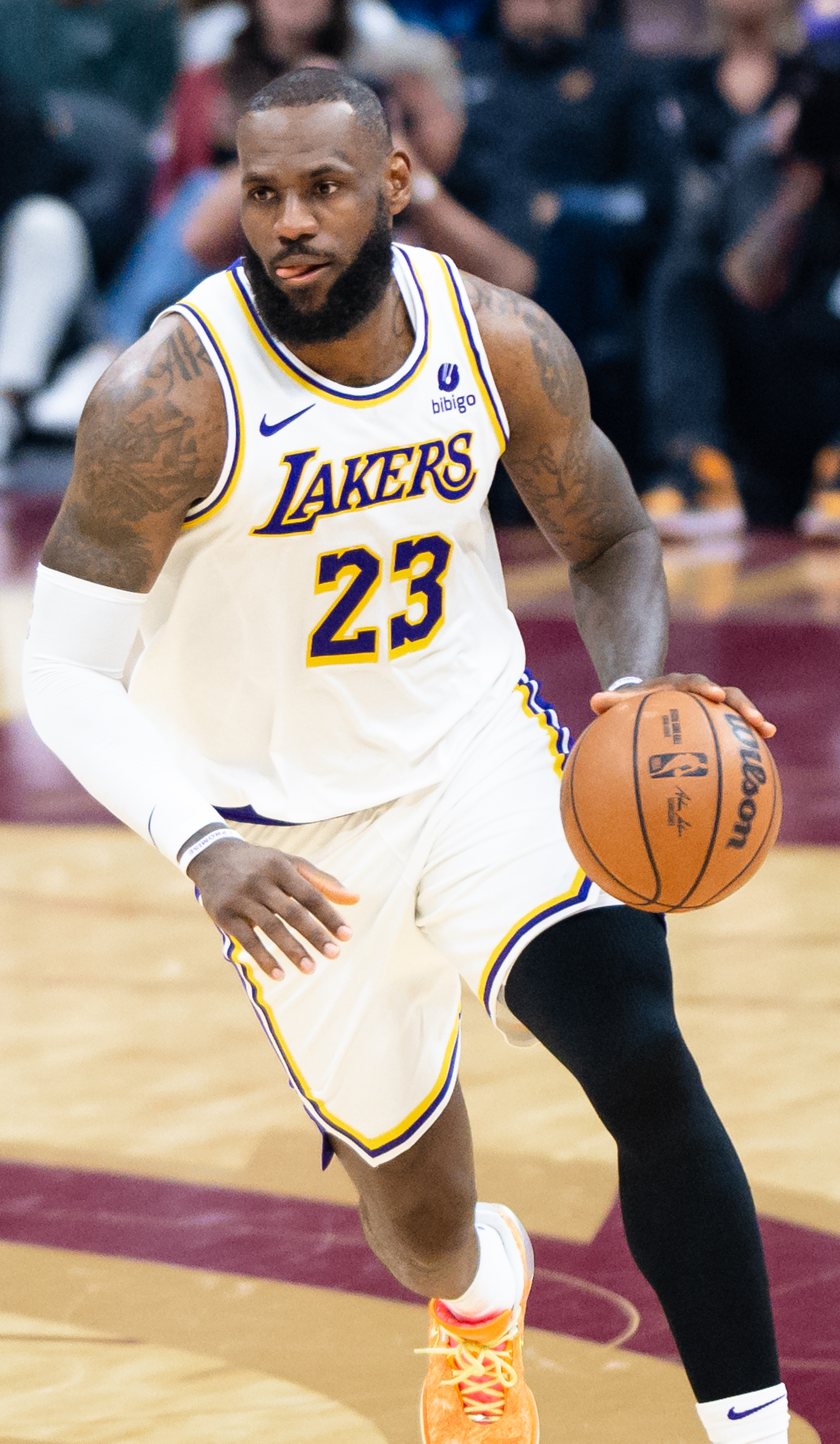
LeBron, en 2023.

El 17 de agosto de 2022, acuerda una extensión de su contrato con los Lakers por dos años y $97,1 millones. El 28 de octubre de 2022 se convirtió en el jugador con más partidos de temporada regular con 20 o más puntos anotados en toda una carrera con 1135, superando al hasta entonces líder, Karl Malone. El 28 de diciembre se colocó como el décimo jugador con más partidos disputados de temporada regular en la historia de la NBA, al superar los 1392 de Tim Duncan. El 30 de diciembre, el día de su 38 cumpleaños, consigue 47 puntos y 10 rebotes ante Atlanta Hawks. El 2 de enero de 2023 anota 43 puntos ante Charlotte Hornets. El 15 de enero alcanzó los 38.000 puntos, siendo el segundo jugador en la historia en llegar a esta cifra. El 16 de enero anota 48 puntos ante Houston Rockets. El 24 de enero ante Los Angeles Clippers consigue 46 puntos, incluyendo 9 triples, siendo su récord personal en tiros de tres puntos, y además se convierte en el primer jugador de la historia en anotar 40 puntos a todos los equipos de la liga. El 26 de enero fue elegido como capitán para participar en el All-Star Game de 2023 de Salt Lake City, siendo su decimonovena participación en el partido de las estrellas. El 28 de enero anotó 41 puntos ante Boston Celtics. El 31 de enero de 2023 consiguió 28 puntos, 10 rebotes y 11 asistencias frente a los New York Knicks, llegando a ser el primer jugador en la historia en conseguir un triple-doble de más de 20 puntos en su temporada 20. Además, se colocó en el cuarto puesto de jugadores con más asistencias al superar las 10.334 de Mark Jackson. Unos días antes también había superado los 2221 triples de Jamal Crawford, por lo que se colocaba noveno en la lista de jugadores con más triples de la historia. El 7 de febrero, ante Oklahoma City Thunder, superó los 38.387 puntos en temporada regular de Kareem Abdul-Jabbar y se convirtió en el máximo anotador de la historia de la liga. Ya en postemporada, el 24 abril en el cuarto encuentro de primera ronda ante Memphis Grizzlies, anota 22 puntos y captura 20 rebotes, siendo su récord personal en rebotes y el primer 20-20 de toda su carrera. El 22 de mayo, en el cuarto y definitivo encuentro de finales de conferencia ante Denver Nuggets, consigue un doble-doble de 40 puntos y 10 rebotes, pero no puede evitar la eliminación de su equipo (0-4).
Temporada 2023-24
En el trascurso de su vigesimoprimera temporada, el 27 de noviembre de 2023 ante Philadelphia 76ers, superó los 66.297 minutos de Kareem Abdul-Jabbar, y se colocó como el jugador con más minutos disputados de toda la historia de la NBA, sumando temporada regular y playoffs. En ese encuentro sufrió la derrota más abultada de su carrera al perder por 44 puntos (94-138). El 9 de diciembre, tras vencer en la final del In-Season Tournament a Indiana Pacers, es nombrado MVP del torneo. El 23 de diciembre anota 40 puntos ante Oklahoma City Thunder. El 25 de enero de 2024 fue elegido como titular para el All-Star Game, siendo la vigésima elección de su carrera. El 27 de enero consigue ante Golden State Warriors, un triple doble de 36 puntos, 12 asistencias y 20 rebotes, siendo el máximo personal de rebotes en su carera. El 2 de marzo se convirtió en el primer jugador de la historia de la NBA en alcanzar la cifra de 40.000 puntos anotados, en un partido disputado en el Crypto.com Arena ante los Denver Nuggets. James acabó la noche con 26 puntos y 9 asistencias, pero no pudo evitar la derrota de su equipo por 114-124. El 16 de marzo ante Golden State Warriors anota 40 puntos, convirtiéndose en el tercer jugador más veterano en alcanzar esa cifra, tras Jordan y Malone. El 31 de marzo anota 40 puntos ante Brooklyn Nets.
Temporada 2024-25
El 2 de julio de 2024 firma una extensión de contrato con los Lakers por dos años y $104 millones. En el primer encuentro de su vigesimosegunda temporada, el 22 de octubre de 2024 ante Minnesota Timberwolves, su hijo Bronny disputó 3 minutos. Tiempo que les valió para hacer historia y convertirse en la primera pareja padre-hijo en compartir pista en un encuentro NBA. El 13 de noviembre ante los Grizzlies consigue un triple-doble de 35 puntos, 14 asistencias y 12 rebotes, el cuarto en once encuentros en esta temporada, y el tercero consecutivo, convirtiéndose en el jugador de mayor edad (39 años y 319 días) en la historia de la NBA en registrar tres triples-dobles seguidos, superándose a sí mismo hace cinco años, cuando lo hizo con 34 años y 310 días. En el siguiente encuentro, el 15 de noviembre ante San Antonio Spurs, consigue su cuarto triple doble consecutivo de la temporada, siendo la primera vez que lo consigue (4 seguidos) en toda su carrera. El 4 de diciembre, ante Miami Heat, superó los 2450 triples de Kyle Korver, convirtiéndose en el séptimo máximo triplista de la historia. Ese día cerró también otra mala racha de 20 triples fallados de forma consecutiva, siendo la segunda peor racha de la historia, solo por detrás de los 25 fallos consecutivos de Grant Williams. El 19 de diciembre alcanzó los 57.471 minutos en pista en la victoria de su equipo ante los Sacramento Kings, sobrepasando a Kareem Abdul Jabbar (57.446), y situándose como el jugador que más minutos ha disputado en la historia de la NBA. El 3 de enero de 2025, tras anotar 30 puntos en un partido ante los Atlanta Hawks, sobrepasó a Michael Jordan como el jugador con más partidos anotando 30 o más puntos a lo largo de su carrera, con 563. Jordan necesitó 1072 encuentros para alcanzar los 562 partidos de más de 30 puntos, y James 1523, número con el que sobrepasó a Dirk Nowitzki (1522) como el cuarto jugador con más partidos de temporada regular disputados. A finales de enero de 2025 se anunció su participación en el All-Star Game, siendo la vigesimoprimera nominación de su carrera. El 6 de febrero anota 42 puntos y captura 17 rebotes ante Golden State Warriors. Ese día se convirtió en el jugador más mayor (40 años y 38 días) en la historia de la NBA en anotar 40 o más puntos, además de poseer el récord del más joven (19 años y 88 días). El 20 de febrero volvió a anotar 40 puntos, esta vez ante Portland Trail Blazers, ese día además, superó los 1541 encuentros de Vince Carter, convirtiéndose en el tercer jugador de la historia con más partidos disputados en temporada regular. El 1 de marzo se convirtió en el primer jugador de la historia de la liga en sobrepasar los 40.000 puntos, en un partido ante los Denver Nuggets en el que acabó con 26 puntos y 9 asistencias. Fue elegido Jugador del Mes de febrero de la Conferencia Oeste, siendo el jugador de mayor edad en recibir ese galardón. Ese mismo día, ante New Orleans Pelicans, alcanza los 50.000 puntos (entre temporada regular y playoffs). El 26 de abril ante Indiana Pacers logra la canasta ganadora sobre la bocina, convirtiéndose en el jugador de mayor edad en conseguir un buzzer-beater. Al término de la temporada fue incluido en el segundo mejor quinteto de la NBA, convirtiéndose en el primer jugador de la historia en lograr una elección en un mejor quinteto de la liga con 40 o más años de edad.
Temporada 2025-26
A finales de junio de 2025 decide aceptar su opción de jugador y extiende su contrato con los Lakers por una temporada y $52,6 millones.

### Selección nacional

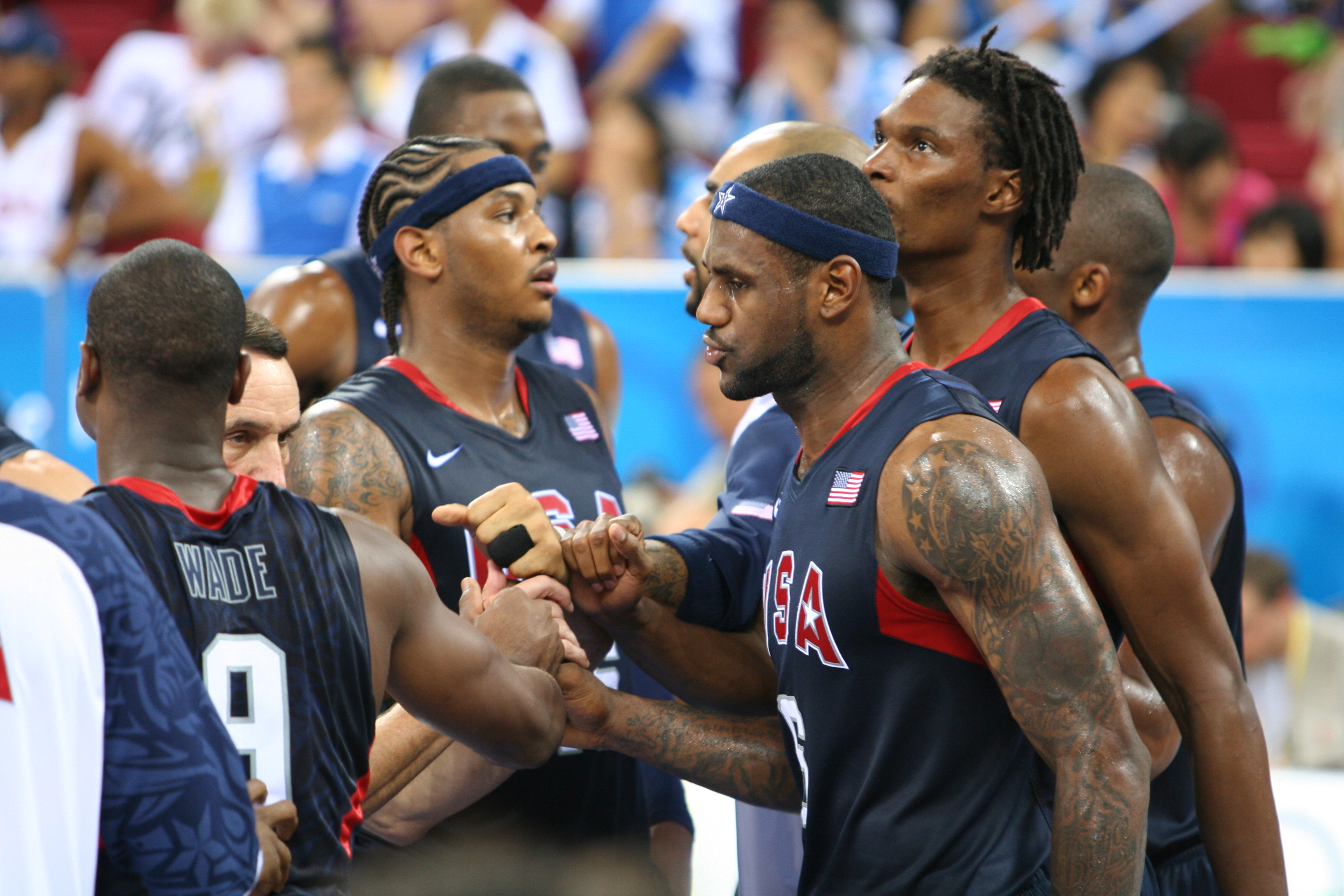
LeBron en los juegos olímpicos de Pekín.

Tras finalizar su primera temporada en la NBA, James disputó con su selección los Juegos Olímpicos de Atenas 2004, donde consiguió junto a sus compañeros la medalla de bronce. Era la primera vez que Estados Unidos no conseguía el oro en unos Juegos Olímpicos con un equipo formado por jugadores de la NBA. Limitado a 14,6 minutos por partido por orden del entrenador Larry Brown, James promedió 5,6 puntos y 2,6 rebotes.
LeBron formó parte del equipo que se llevó la medalla de bronce en el Mundial de Japón 2006 y promedió 13,9 puntos, 4,8 rebotes y 4,1 asistencias por partido.
En 2007 participó en el Torneo de las Américas de Las Vegas que ganó la selección de baloncesto de Estados Unidos. La estrella de Cleveland promedió 18,1 puntos (con un 76% en tiros de campo y un 62,2% en triples), 3,6 rebotes y 4,7 asistencias. Registró el récord de Allen Iverson de más puntos en el torneo clasificatorio con 31 puntos ante Argentina. Estados Unidos se adjudicó este torneo en la final contra Argentina, con un récord de 10 victorias por ninguna derrota.
En los Juegos Olímpicos de Pekín 2008 consiguió su primera medalla de oro olímpica, tras vencer a España en la final. Durante las Olimpiadas, LeBron promedió 15,5 puntos (con un 60,2% en tiros), 5,3 rebotes y 3,8 asistencias y 2,4 robos.
En la siguiente cita olímpica, Londres 2012, el conjunto estadounidendese volvió a coronarse campeón y, de nuevo, el rival a batir en la final fue el combinado español. James promedió 13,2 puntos, 5,6 rebotes y 5,6 asistencias durante los juegos, incluido un triple doble (11p, 14r, 12a) frente a Australia, en cuartos de final.
En los Juegos Olímpicos de París 2024 fue el deportista abanderado de la delegación estadounidense en el desfile inaugural, junto con la tenista Coco Gauff. Entre julio y agosto de 2024 fue parte de la selección absoluta de Estados Unidos, que disputó los Juegos Olímpicos de París, y que ganó el oro, tras vencer la final ante Francia. Al término del torneo fue incluido en el mejor quinteto, y nombrado MVP. Además en las semifinales ante Serbia, registró un triple-doble, el cuarto en la historia de las Olimpiadas.
Estadísticas
|  | Denota torneo en el que ganó la medalla de Oro |

| Torneo               | PJ | MPP  | %TC  | %3P  | %TL   | RPP | ROP | APP | ROB | TPP | PPP  | VAL  |
| -------------------- | -- | ---- | ---- | ---- | ----- | --- | --- | --- | --- | --- | ---- | ---- |
| FIBA Américas 2007   | 10 | 22.3 | .847 | .622 | .667  | 3.6 | .8  | 4.7 | 1.5 | .5  | 18.1 | 23.8 |
| Mundial 2006         | 9  | 24.2 | .676 | .333 | .550  | 4.8 | 1.3 | 4.1 | 1.6 | .3  | 14.1 | 16.9 |
| JJ. OO. Atenas 2004  | 8  | 11.5 | .727 | .300 | 1.000 | 1.0 | .1  | 1.6 | .8  | .0  | 5.4  | 6.0  |
| JJ. OO. Pekín 2008   | 8  | 24.8 | .673 | .464 | .458  | 5.3 | 1.1 | 3.8 | 2.4 | 1.0 | 15.5 | 20.0 |
| JJ. OO. Londres 2012 | 8  | 24.9 | .717 | .300 | .750  | 5.6 | 1.9 | 5.6 | 1.4 | .3  | 13.3 | 21.0 |
| JJ. OO. París 2024   | 6  | 24.5 | .660 | .308 | .733  | 6.8 | .5  | 8.5 | 1.3 | .3  | 14.2 | 23.5 |

## Estadísticas de su carrera en la NBA
|  | Denota temporadas en las que fue Campeón de la NBA |
|  | Líder de la liga                                   |
|  | Récord NBA                                         |

### Temporada regular
| Año      | Equipo      | PJ   | PT   | MPP  | %TC  | %3P  | %TL  | RPP | APP  | ROB | TPP | PPP  |
| -------- | ----------- | ---- | ---- | ---- | ---- | ---- | ---- | --- | ---- | --- | --- | ---- |
| 2003-04  | Cleveland   | 79   | 79   | 39.5 | .417 | .290 | .754 | 5.5 | 5.9  | 1.6 | .7  | 20.9 |
| 2004-05  | Cleveland   | 80   | 80   | 42.4 | .472 | .351 | .750 | 7.4 | 7.2  | 2.2 | .7  | 27.2 |
| 2005-06  | Cleveland   | 79   | 79   | 42.5 | .480 | .335 | .738 | 7.0 | 6.6  | 1.8 | .8  | 31.4 |
| 2006-07  | Cleveland   | 78   | 78   | 40.9 | .476 | .319 | .698 | 6.7 | 6.0  | 1.6 | .7  | 27.3 |
| 2007-08  | Cleveland   | 75   | 74   | 40.4 | .484 | .315 | .712 | 7.7 | 7.2  | 1.8 | 1.1 | 30.0 |
| 2008-09  | Cleveland   | 81   | 81   | 37.7 | .489 | .344 | .780 | 7.6 | 7.2  | 1.7 | 1.1 | 28.4 |
| 2009-10  | Cleveland   | 76   | 76   | 39.0 | .503 | .333 | .767 | 7.3 | 8.6  | 1.6 | 1.0 | 29.7 |
| 2010-11  | Miami       | 79   | 79   | 38.8 | .510 | .330 | .759 | 7.5 | 7.0  | 1.6 | .6  | 26.7 |
| 2011-12  | Miami       | 62   | 62   | 37.5 | .531 | .362 | .771 | 7.9 | 6.2  | 1.9 | .8  | 27.1 |
| 2012-13  | Miami       | 76   | 76   | 37.9 | .565 | .406 | .753 | 8.0 | 7.3  | 1.7 | .9  | 26.8 |
| 2013-14  | Miami       | 77   | 77   | 37.7 | .567 | .379 | .750 | 6.9 | 6.3  | 1.6 | .3  | 27.1 |
| 2014-15  | Cleveland   | 69   | 69   | 36.1 | .488 | .354 | .710 | 6.0 | 7.4  | 1.6 | .7  | 25.3 |
| 2015-16  | Cleveland   | 76   | 76   | 35.6 | .520 | .309 | .731 | 7.4 | 6.8  | 1.4 | .6  | 25.3 |
| 2016-17  | Cleveland   | 74   | 74   | 37.8 | .548 | .363 | .674 | 8.6 | 8.7  | 1.2 | .6  | 26.4 |
| 2017-18  | Cleveland   | 82   | 82   | 36.9 | .542 | .367 | .731 | 8.6 | 9.1  | 1.4 | .9  | 27.5 |
| 2018-19  | L.A. Lakers | 55   | 55   | 35.2 | .510 | .339 | .665 | 8.5 | 8.3  | 1.3 | .6  | 27.4 |
| 2019-20  | L.A. Lakers | 67   | 67   | 34.6 | .493 | .348 | .693 | 7.8 | 10.2 | 1.2 | .5  | 25.3 |
| 2020-21  | L.A. Lakers | 45   | 45   | 33.4 | .513 | .365 | .698 | 7.7 | 7.8  | 1.1 | .6  | 25.0 |
| 2021-22  | L.A. Lakers | 56   | 56   | 37.2 | .524 | .359 | .756 | 8.2 | 6.2  | 1.3 | 1.1 | 30.3 |
| 2022-23  | L.A. Lakers | 55   | 54   | 35.5 | .500 | .321 | .768 | 8.3 | 6.8  | .9  | .6  | 28.9 |
| 2023-24  | L.A. Lakers | 71   | 71   | 35.3 | .540 | .410 | .750 | 7.3 | 8.3  | 1.3 | .5  | 25.7 |
| 2024-25  | L.A. Lakers | 70   | 70   | 34.9 | .513 | .376 | .782 | 7.8 | 8.2  | 1.0 | .6  | 24.4 |
| Total    | Total       | 1562 | 1560 | 37.8 | .506 | .349 | .737 | 7.5 | 7.4  | 1.5 | .7  | 27.0 |
| All-Star | All-Star    | 20   | 20   | 26.8 | .513 | .297 | .725 | 5.7 | 5.7  | 1.1 | .4  | 21.7 |

### Play-in
| Año   | Equipo      | PJ | PT | MPP  | %TC  | %3P  | %TL   | RPP  | APP  | ROB | TPP | PPP  |
| ----- | ----------- | -- | -- | ---- | ---- | ---- | ----- | ---- | ---- | --- | --- | ---- |
| 2021  | L.A. Lakers | 1  | 1  | 34.9 | .412 | .500 | .667  | 11.0 | 10.0 | 2.0 | 1.0 | 22.0 |
| 2023  | L.A. Lakers | 1  | 1  | 45.3 | .571 | .500 | 1.000 | 10.0 | 6.0  | 1.0 | 2.0 | 30.0 |
| 2024  | L.A. Lakers | 1  | 1  | 40.9 | .300 | .200 | 1.000 | 9.0  | 9.0  | 3.0 | 2.0 | 23.0 |
| Total | Total       | 3  | 3  | 40.4 | .431 | .400 | .864  | 10.0 | 8.3  | 2.0 | 1.7 | 25.0 |

### Playoffs
| Año   | Equipo      | PJ  | PT  | MPP  | %TC  | %3P  | %TL  | RPP  | APP | ROB | TPP | PPP  |
| ----- | ----------- | --- | --- | ---- | ---- | ---- | ---- | ---- | --- | --- | --- | ---- |
| 2006  | Cleveland   | 13  | 13  | 46.5 | .476 | .333 | .737 | 8.1  | 5.8 | 1.4 | .7  | 30.8 |
| 2007  | Cleveland   | 20  | 20  | 44.7 | .416 | .280 | .755 | 8.1  | 8.0 | 1.7 | .5  | 25.1 |
| 2008  | Cleveland   | 13  | 13  | 42.5 | .411 | .257 | .731 | 7.8  | 7.6 | 1.8 | 1.3 | 28.2 |
| 2009  | Cleveland   | 14  | 14  | 41.4 | .510 | .333 | .749 | 9.1  | 7.3 | 1.6 | .9  | 35.3 |
| 2010  | Cleveland   | 11  | 11  | 41.8 | .502 | .400 | .733 | 9.3  | 7.6 | 1.7 | 1.8 | 29.1 |
| 2011  | Miami       | 21  | 21  | 43.9 | .466 | .353 | .763 | 8.4  | 5.9 | 1.7 | 1.2 | 23.7 |
| 2012  | Miami       | 23  | 23  | 42.7 | .500 | .259 | .739 | 9.7  | 5.6 | 1.9 | .7  | 30.3 |
| 2013  | Miami       | 23  | 23  | 41.7 | .491 | .375 | .777 | 8.4  | 6.6 | 1.8 | .8  | 25.9 |
| 2014  | Miami       | 20  | 20  | 38.2 | .565 | .407 | .806 | 7.1  | 4.8 | 1.9 | .6  | 27.4 |
| 2015  | Cleveland   | 20  | 20  | 42.2 | .417 | .227 | .731 | 11.3 | 8.5 | 1.7 | 1.1 | 30.1 |
| 2016  | Cleveland   | 21  | 21  | 39.1 | .525 | .340 | .661 | 9.5  | 7.6 | 2.3 | 1.3 | 26.3 |
| 2017  | Cleveland   | 18  | 18  | 41.3 | .565 | .411 | .698 | 9.1  | 7.8 | 1.9 | 1.3 | 32.8 |
| 2018  | Cleveland   | 22  | 22  | 41.9 | .539 | .342 | .746 | 9.1  | 9.0 | 1.4 | 1.0 | 34.0 |
| 2020  | L.A. Lakers | 21  | 21  | 36.3 | .560 | .370 | .720 | 10.8 | 8.8 | 1.2 | .9  | 27.6 |
| 2021  | L.A. Lakers | 6   | 6   | 37.3 | .474 | .375 | .609 | 7.2  | 8.0 | 1.5 | .3  | 23.3 |
| 2023  | L.A. Lakers | 16  | 16  | 38.7 | .498 | .264 | .761 | 9.9  | 6.5 | 1.1 | 1.1 | 24.5 |
| 2024  | L.A. Lakers | 5   | 5   | 40.8 | .566 | .385 | .739 | 6.8  | 8.8 | 2.4 | 1.0 | 27.8 |
| 2025  | L.A. Lakers | 5   | 5   | 40.8 | .489 | .357 | .775 | 9.0  | 5.6 | 2.0 | 1.8 | 25.4 |
| Total | Total       | 292 | 292 | 41.3 | .496 | .333 | .741 | 9.0  | 7.2 | 1.7 | 1.0 | 28.4 |

## Perfil de jugador

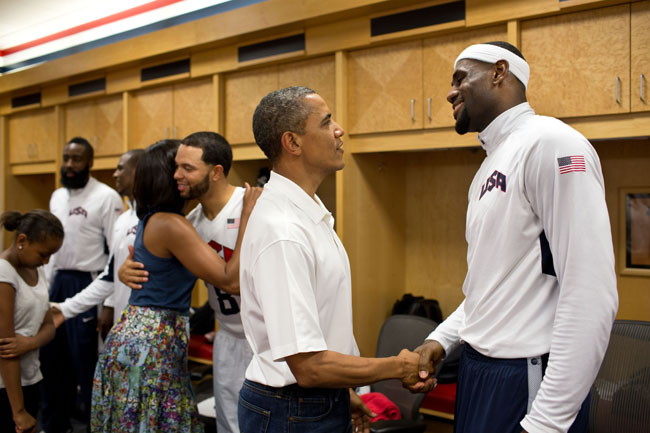
Barack Obama felicitando a LeBron en los Juegos Olímpicos de Londres 2012.

Su juego, personalidad y su nivel mediático le convirtieron antes de llegar a la NBA, en uno de los iconos de la liga. En la NBA, se ha consagrado como un hombre capaz de hacer de todo, cuya suma de físico y talento le han colocado como uno de los grandes jugadores de la liga. De ahí su facilidad para moverse en números cercanos al triple-doble. Promedia en su carrera más de 25 puntos y cerca de 7 rebotes y 7 asistencias, y salvo en seis temporadas, siempre ha pasado de los 7 rebotes y asistencias. Ofensivamente, saca partido de su rapidez, tamaño y fuerza para deshacerse de los defensores. Una de sus grandes cualidades precisamente es su excepcional forma física y un cuerpo muy por encima de la media que exhibe cada vez que penetra a canasta. En esas circunstancias, tiene un gran control sobre su cuerpo para mantenerse en suspensión. Pese a su tamaño posee una gran habilidad para suspenderse y ajustar el tiro en función del defensor, sacando, en muchas ocasiones, canasta y tiro adicional. Su gran capacidad física le permite correr la pista con una facilidad asombrosa y finalizar las jugadas con una de sus especialidades, el mate. A lo largo de su carrera, ha ido puliendo su tiro, tanto de media como de larga distancia. Además es un sólido reboteador que regularmente aparece entre los mejores de posiciones exteriores en este apartado del juego. Otra de sus grandes cualidades son los tapones, faceta en la que, al igual que los rebotes, tiene mucho peso la ventaja física con la que cuenta. También tiene gran capacidad para asistir a sus compañeros y repartir juego, tanto es así que en varias ocasiones, juega de base, dirigiendo el juego de su equipo. Sus cualidades en general le permiten ser uno de los jugadores más completos de la NBA, lo que le ha llevado a ser comparado con leyendas de este deporte como Oscar Robertson, Magic Johnson y Michael Jordan.

## Filmografía
| Año  | Título                                           | Papel    | Notas                               |
| ---- | ------------------------------------------------ | -------- | ----------------------------------- |
| 2008 | More than a Game                                 | Él mismo | Documental                          |
| 2009 | Square Roots: The Story of SpongeBob SquarePants | Él mismo |                                     |
| 2015 | Trainwreck                                       | Él mismo | Cameo                               |
| 2018 | Smallfoot                                        | Gwangi   | Voz                                 |
| 2021 | Space Jam: A New Legacy                          | Él mismo | Ganó el premio Razzie al peor actor |
| 2023 | House Party                                      | Él mismo | Cameo                               |

| Año       | Título                      | Papel    | Notas                                      |
| --------- | --------------------------- | -------- | ------------------------------------------ |
| 2005      | Los Simpson                 | Él mismo | Episodio: "Homer and Ned's Hail Mary Pass" |
| 2009      | My Wife and Kids            | Él mismo | Episodio: "Outbreak Monkey".               |
| 2009      | Entourage                   | Él mismo | Episodio: "Give a Little Bit".             |
| 2009      | SpongeBob's Truth or Square | Él mismo |                                            |
| 2011–2014 | The LeBrons                 | Él mismo | Miniserie animada creada por Nike.         |
| 2015      | Survivor's Remorse          | Él mismo | Episodio: "Guts".                          |
| 2016      | Teen Titans Go!             | Él mismo | Episodio: "The Cruel Giggling Ghoul".      |
| 2018      | The Shop                    |          | Serie HBO. Productor ejecutivo.            |
| 2019      | Million Dollar Mile         |          | Programa CBS. Productor ejecutivo.         |

## Vida personal
James tiene tres hijos con Savannah Brinson, su novia desde el instituto. El primero, LeBron Jr. ("Bronny"), nació el 6 de octubre de 2004, el segundo, Bryce Maximus, el 14 de junio de 2007, y la tercera, Zhuri, el 22 de octubre de 2014.
James ha firmado contratos publicitarios con Nike, Sprite, Glacéau, Bubblicious y Upper Deck. Con Nike, James sacó diez firmas de zapatillas y cinco más adicionales (20-5-5, Soldier, Soldier 2, Soldier 3, Ambassador). LeBron actuó en una serie de anuncios llamados "The LeBrons".
Durante los Playoffs de 2007, LeBron James se negó a firmar una carta de su compañero en Cleveland Cavaliers, Ira Newble, en la que se protestaba contra la política de China en Darfur. Doce de sus compañeros la firmaron, pero no él. En aquel momento la excusa de James fue que tenía que informarse mejor antes, pero todo el mundo especuló que se trataba más bien del contrato de 90 millones de dólares que tiene con Nike y los intereses de esta compañía en el gigante asiático. Después, LeBron explicó públicamente que ya se consideraba informado y que protestaría, preferentemente, en conjunto con el equipo nacional de baloncesto. Según sus palabras, la vida de la gente y los derechos humanos son más importantes que ningún contrato. Muchos jugadores más se sumaron a la protesta contra el genocidio cometido por el gobierno sudanés a la región de Darfur.

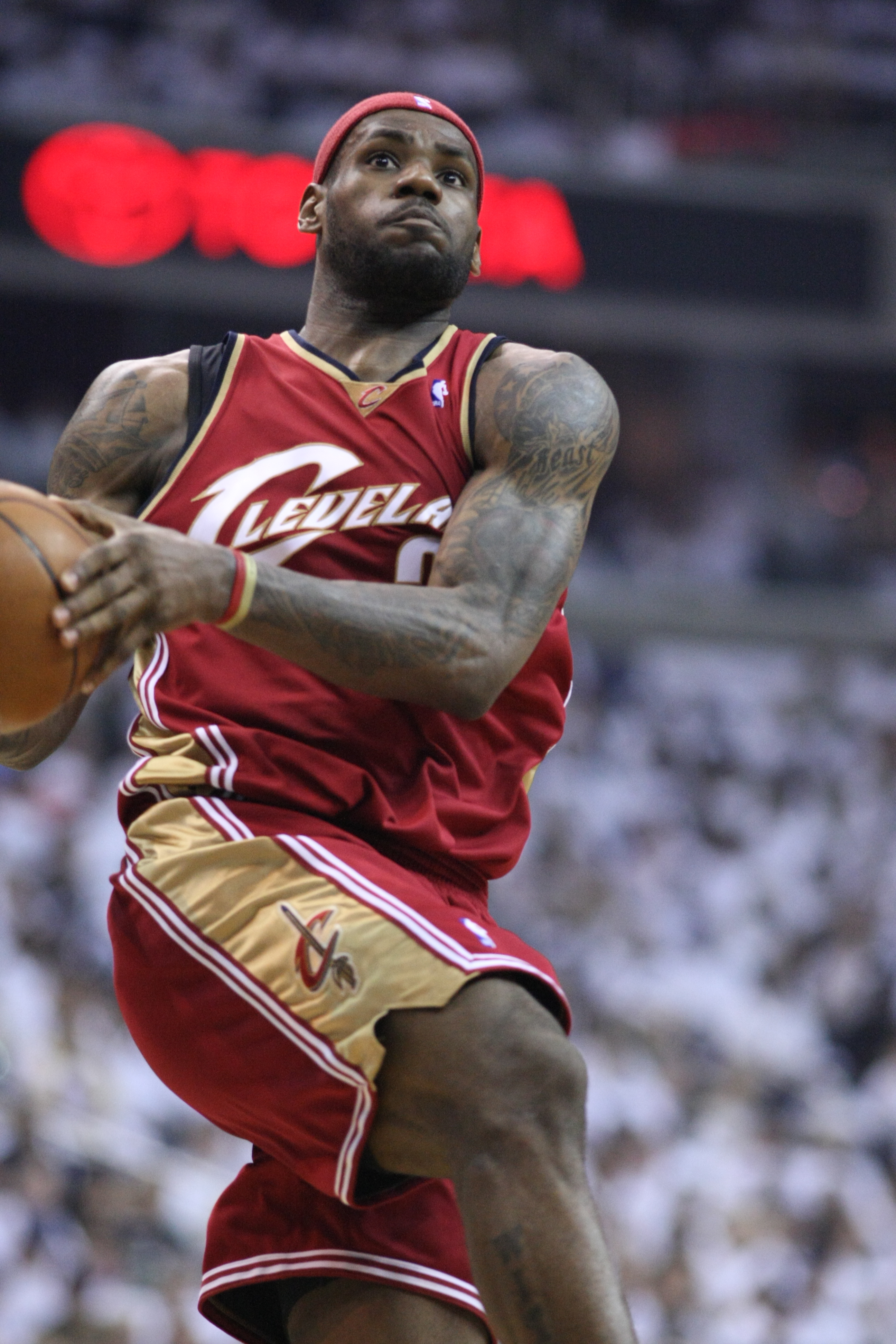
LeBron en un partido con los Cavaliers.

LeBron presentó junto con el humorista Jimmy Kimmel, la gala de los Premios ESPY 2007. El propio James fue nominado en tres categorías: Mejor Deportista Masculino, Mejor Jugador de la NBA (salió ganador), y Mejor Actuación. Este último estaba representado por los 48 puntos que LeBron anotó en el 5.º encuentro de las Finales de Conferencia Este 2007 frente a Detroit Pistons, incluyendo 29 de los últimos 30 puntos del equipo, y los 25 de todo Cleveland en la prórroga.
LeBron también presentó la 33 temporada de Saturday Night Live. El creador del show, Lorne Michaels, elogió a LeBron por su polifacética labor. En 2007, la revista financiera Forbes publicó una la lista de los personajes más poderosos de menos de 25 años, en la que LeBron James encabezaba el ranking con una fortuna de casi 27 millones de dólares.
Lebron ha recibido críticas de aficionados de Cleveland por acudir a encuentros de Cleveland Indians frente a New York Yankees con una gorra de los Yankees. A pesar de criarse en Ohio, LeBron creció siendo aficionado de los Yankees en la MLB, de Dallas Cowboys en la NFL y de Chicago Bulls en la NBA.
En enero de 2008, Nike sacó a la venta las Air Zoom V LeBron, en cuyo anuncio se incluía la canción "Candyman" del grupo británico Cornershop. Este nuevo modelo de zapatilla llevaba un motivo de los Yankees que solo estaba disponible en Nueva York. Dos meses después, James se convirtió en el primer hombre negro que la revista estadounidense Vogue sacaba en portada, siendo el tercer hombre en la historia de la revista. En anteriores ocasiones, Richard Gere y George Clooney ejercieron de reclamo. LeBron aparecía con Gisele Bündchen en una portada que suscitó polémica, ya que algunos medios y blogs norteamericanos pusieron de manifiesto el parecido de la imagen con la repetida escena en la que King Kong sujetaba a su protegida humana.
En junio de 2008, LeBron James donó 20 000 dólares para la campaña de Barack Obama. Pero ahí no acabó la cosa, el 29 de octubre de 2008, James congregó a 20.000 personas para ver en el Quicken Loans Arena con pantallas gigantes al candidato demócrata Barack Obama en el programa American Stories, American Solutions. Como reclamo, James auspició un concierto gratuito de Jay-Z.
El 6 de septiembre de 2008 salió a la venta la película documental "More than a game" que muestra la historia de LeBron James y sus compañeros en el equipo de high school de Akron en Ohio, en la que se pueden ver varias grabaciones antiguas de partidos.
El Olympiacos B.C. se planteó la posibilidad de ofrecer a LeBron un contrato de entre 40 y 50 millones de dólares por temporada a partir del 2010, momento en que finalizaba su
contrato. La obsesión de los hermanos Aggelopoulos, dueños del conjunto heleno, por construir un equipo sin parangón en Europa, les llevó a fichar a Josh Childress por 20 millones de dólares por tres años. Una fuente cercana a James comentó que el jugador podría considerar el fichaje si ofrecieran un salario anual de 50 millones. Sin embargo, James después dijo que firmaría con Cleveland Cavaliers a la finalización de la temporada 2008-09, despejando todo tipo de dudas.
James y Ice Cube se unieron en un especial de la ABC basado en la vida de LeBron cuando jugaba en el instituto. El especial fue producido por CubeVision, productora del rapero. El guitarrista Buckethead dedicó dos canciones en el cumpleaños número 24 de James. Los temas fueron "Lebron" y "Lebron's Hammer" del álbum Slaughterhouse on the Prairie. Anteriormente, en 2006, también le dedicó una canción en el álbum Crime Slunk Scene, "King James".
LeBron, tras sus pinitos en televisión, protagonizó un anuncio en el que soñaba que era un jugador de Cleveland Browns de la NFL. James fue portada de la edición de febrero en 2009 de la revista GQ.
James es portada del videojuego lanzado en 2018, NBA 2K19, en la edición del 20 aniversario de la franquicia NBA 2K. LeBrón no era portada del mismo desde el año 2013, para el título NBA 2K14.
En julio de 2018, James inaugura la escuela "I promise", para los niños más desfavorecidos de Akron, con una inversión de 8 millones de dólares. Por este motivo la NBA le otorgó el Community Assist Award.
En marzo de 2021 James adquiere una cantidad no revelada de acciones de la sociedad Fenway Sports Group, la cual es propietaria de los Red Sox, franquicia de las Ligas Mayores de Béisbol de la ciudad de Boston y del Liverpool F.C. inglés, entre otros. Previamente, desde el año 2011, LeBron ya tenía una participación de aproximadamente el 2% del equipo de fútbol inglés.
En mayo de 2021 aparece bailando salsa en un anuncio publicitario de la bebida energética Mountain Dew Rise.
En febrero de 2022, declaró que uno de sus mayor deseos sería jugar profesionalmente junto a su hijo Bronny, por lo que si algún equipo de la NBA elige en el draft a su hijo, él se decantaría también por firmar por esa franquicia.

“Wherever Bronny is at, that’s where I’ll be. I would do whatever it takes to play with my son for one year. It’s not about the money at that point.”
“Dondequiera que esté Bronny, allí estaré yo. Haría lo que fuera necesario para jugar con mi hijo durante un año. No se trataría de dinero.”

Durante el verano de 2022 entrenó en varias ocasiones con sus dos hijos, Bronny y Bryce, e incluso reveló su deseo de jugar más años para poder coincidir con ambos profesionalmente.

“I feel like I could play for quite a while. So it's all up to my body, but more importantly, my mind. If my mind can stay sharp and fresh and motivated, then the sky's not even a limit for me. I can go beyond that. But we shall see.”
“Siento que podría jugar durante bastante tiempo. Así que todo depende de mi cuerpo, pero sobre todo de mi mente. Si mi mente puede mantenerse aguda, fresca y motivada, entonces el cielo no es un límite para mí. Puedo ir más allá. Pero ya veremos.”

En septiembre de 2022, forma parte de una operación a gran escala en la que participa el grupo RedBird en colaboración con otros fondos de inversión, para la compra del equipo de fútbol italiano AC Milan. Por lo que el equipo de béisbol de los New York Yankees, y el grupo Main Street Advisors, se convertirán en accionistas del equipo italiano.
En octubre de 2022, protagoniza un anuncio publicitario, junto a su hijo Bronny para la marca de auriculares Beats by Dre, con la que ya había participado con anterioridad.
En marzo de 2024 lanza un podcast junto a J. J. Redick titulado Mind the Game.

## Galardones y logros

### Títulos internacionales de selección
- Medalla de Bronce en los Juegos Olímpicos de Atenas 2004.
- Medalla de Bronce en Campeonato Mundial de Japón 2006.
- Medalla de Oro en el Campeonato FIBA Américas de Las Vegas 2007.
- Medalla de Oro en los Juegos Olímpicos de Pekín 2008.
- Medalla de Oro en los Juegos Olímpicos de Londres 2012.
- Medalla de Oro en los Juegos Olímpicos de París 2024.

### Títulos y récords de franquicia
10 veces campeón de Conferencia:
- 9 veces campeón de la Conferencia Este: 2007, 2011, 2012, 2013, 2014, 2015, 2016, 2017 y 2018.
- 1 vez campeón de la Conferencia Oeste: 2020.

10 veces finalista de la NBA:
- 4 veces campeón de la NBA: 2012, 2013, 2016 y 2020.
- 6 veces subcampeón de la NBA: 2007, 2011, 2014, 2015, 2017 y 2018.

#### Cleveland Cavaliers
- Puntos

- Carrera: 23 119
- Playoffs: 4517
- Temporada: 2478
- Partido: 61
- Parte: 29
- Partido en playoffs: 51
- Parte, playoffs: 30
- Prórroga, playoffs: 9
- Media de puntos en una carrera: 27.8
- Media de puntos en una carrera en los playoffs: 29.3
- Media de puntos en una temporada: 31.4
- Partidos anotando 50 puntos o más en una carrera: 10
- Partidos anotando 50 puntos o más en una temporada: 3
- Partidos anotando 50 puntos o más en una carrera en playoffs: 1
- Partidos anotando 40 puntos o más en una carrera: 64
- Partidos anotando 40 puntos o más en una carrera en playoffs: 23
- Partidos anotando 40 puntos o más en una temporada: 10
- Partidos consecutivos anotando 40 o más puntos: 3
- Puntos consecutivos anotando en un partido playoffs: 25

[actualizar]
- Tiros anotados e intentados

- Tiros anotados en una carrera: 5415
- Tiros intentados en una carrera: 11 403
- Tiros anotados en una carrera en playoffs: 312
- Tiros intentados en una carrera en playoffs: 706
- Tiros anotados en una temporada: 875
- Tiros intentados en una temporada: 1823
- Tiros anotados en playoffs: 18
- Tiros intentados en playoffs: 33
- Tiros anotados en una parte, en playoffs: 10
- Tiros intentados en una parte, en playoffs: 17
- Tiros intentados en un partido: 36
- Tiros anotados en una prórroga, en playoffs: 4

- Tiros libres anotados e intentados

- Tiros libres anotados en una carrera en playoffs: 235
- Tiros libres intentados en una carrera en playoffs: 314
- Tiros libres anotados en una temporada: 601
- Tiros libres intentados en una temporada: 814
- Tiros libres anotados en un partido: 24
- Tiros libres intentados en un partido: 28
- Tiros libres anotados en un partido de playoffs: 17
- Tiros libres intentados en un partido de playoffs: 19
- Tiros libres anotados en una parte: 16
- Tiros libres intentados en una parte: 19
- Tiros libres intentados en una parte en un partido de playoffs: 14
- Tiros libres anotados en un cuarto en un partido de playoffs: 10
- Tiros libres intentados en un cuarto en un partido de playoffs: 12
- Tiros libres anotados en una prórroga en un partido de playoffs: 4
- Tiros libres intentados en una prórroga en un partido de playoffs: 4

- Triples anotados e intentados

- Triples anotados en un partido de playoffs: 7
- Triples intentados en un partido de playoffs: 12
- Triples anotados en una parte en un partido de playoffs: 5
- Triples intentados en una parte en un partido de playoffs: 7
- Triples anotados en un cuarto: 5

- Rebotes

- Rebotes en una parte en un partido de playoffs: 13
- Rebotes en una carrera de playoffs: 1,191
- Rebotes defensivos en una carrera de playoffs: 968
- Rebotes defensivos en un partido de playoffs: 16 (Empate con Brad Daugherty)
- Rebotes defensivos en una parte en un partido de playoffs: 12

- Asistencias

- Carrera, playoffs: 520

- Robos

- Robos en una carrera: 955

- Minutos

- Minutos en una carrera: 22 105
- Minutos en una temporada: 3388
- Minutos en un partido: 55

#### Miami Heat
- Puntos

- Partido: 61
- Partido, playoffs: 49
- Promedio en una carrera: 26.9
- Cuarto: 25 (1.er cuarto)

- Tiros anotados e intentados

- Tiros anotados en un partido: 22
- Tiros anotados en un partido, playoffs: 19
- Tiros anotados en una parte: 12 (1.ª parte)
- Tiros anotados en un cuarto: 10 (3.er cuarto)

- Robos

- Partido, playoffs: 6 (empate con Dwyane Wade)

- Minutos

- Partido, playoffs: 50:17

- Triples-Dobles

- Triples-Dobles en una temporada: 10 (2011-12)

### Galardones y logros personales
- Elegido en 1.ª Ronda, puesto n.º 1, del draft del 2003, por Cleveland Cavaliers.
- Elegido Rookie del Año de la NBA en 2004.
  - Elegido en el mejor quinteto de rookies de la NBA.
- 21 veces elegido para jugar el All-Star Game de la NBA: 2005, 2006, 2007, 2008, 2009, 2010, 2011, 2012, 2013, 2014, 2015, 2016, 2017, 2018, 2019, 2020, 2021, 2022, 2023, 2024, 2025.
  - 3 veces MVP del All-Star Game de la NBA: 2006, 2008 y 2018.
  - 2 veces elegido para participar en el Skills Challenge "Concurso de Habilidades" del All-Star Weekend de la NBA: 2006 y 2007.
  - Elegido para jugar el partido de rookies de 2004 del All-Star Game de la NBA.
  - Elegido para jugar el partido de shophomores de 2005 del All-Star Game de la NBA.
- 4 veces MVP de la temporada regular: 2009, 2010, 2012 y 2013
- 4 veces MVP de la finales: 2012, 2013, 2016 y 2020
- 13 veces en el mejor quinteto de la NBA: 2006, 2008, 2009, 2010, 2011, 2012, 2013, 2014, 2015, 2016, 2017, 2018, 2020
- 4 veces en el segundo mejor quinteto de la NBA: 2005, 2007, 2021, 2025
- 4 veces en el tercer mejor quinteto de la NBA: 2019, 2022, 2023, 2024
- 5 veces en el mejor quinteto defensivo de la NBA: 2009, 2010, 2011, 2012 y 2013
- Elegido en el segundo mejor quinteto defensivo de la NBA en 2014.
- Elegido 69 veces jugador de la semana desde que llegó a la NBA.[186]
- Elegido 41 veces jugador del mes de la NBA. [187]
- Elegido 6 veces Rookie del Mes
- Dobles-dobles con puntos y rebotes en su carrera: 171
- Dobles-dobles con puntos y asistencias en su carrera: 132
- Triples-dobles en su carrera en temporada regular: 39
- Triples-dobles en su carrera en playoffs: 11
- Líder de la temporada NBA 2007-08 en puntos por partido: 30.4
- Líder de la temporada NBA 2004-05 en tiros de campos anotados: 795
- Líder de la temporada NBA 2007-08 en tiros de campos anotados: 794
- Líder de la temporada NBA 2010-11 en tiros de campos anotados: 758
- Líder de la temporada NBA 2012-13 en tiros de campos anotados: 765
- Líder de la temporada NBA 2008-09 en tiros libres anotados: 594
- Líder de la temporada NBA 2008-09 en triples-dobles: 7
- Líder de la temporada NBA 2009-10 en triples-dobles: 4
- Líder de la temporada NBA 2010-11 en triples-dobles: 4
- Líder de la temporada NBA 2007-08 en eficiencia: 30.3 y PER: 29.14
- Líder de la temporada NBA 2008-09 en eficiencia: 30.9 y PER: 31.67
- Líder de la temporada NBA 2009-10 en eficiencia: 32.4 y PER: 31.11
- Líder de la temporada NBA 2010-11 en eficiencia: 28.6 y PER: 27.27
- Líder de la temporada NBA 2011-12 en eficiencia: 29.9 y PER: 30.74
- Líder de la temporada NBA 2012-13 en eficiencia: 32.2 y PER: 31.59
- Líder de la temporada NBA 2019-20 en asistencias: 10.2

[actualizar]
- Partidos de su carrera anotando:

- 30 o más puntos en un partido (temporada NBA): 163 (hasta la temporada 2008/2009)
- 30 o más puntos en un partido (Playoffs NBA): 17 (hasta los playoffs de 2008)
- 40 o más puntos en un partido (temporada NBA): 33 (hasta la temporada 2008/2009)
- 40 o más puntos en un partido (Playoffs NBA): 5 (hasta los playoffs de 2008)
- 50 o más puntos en un partido (temporada NBA): 9 (hasta la temporada 2008/2009)
- 50 o más puntos en un partido (Playoffs NBA): 2 (hasta los playoffs de 2008)

- Primer jugador estadounidense en conseguir un triple doble en los Juegos Olímpicos (Londres 2012).

### Récords en la NBA
- Máximo anotador de la historia de la NBA (desde el 7 de febrero de 2023).
- Jugador con más minutos disputados (temporada regular más playoffs) en la historia de la NBA (desde el 27 de noviembre de 2023).
- Récord de anotación en la historia de la NBA: El 12 de febrero de 2022 en el partido contra los Golden State Warriors, batió el récord de anotación conjunta entre temporada regular y playoffs que ostentaba Kareem Abdul-Jabbar con 44157 puntos.[188]
- Primer jugador en la historia de la NBA en conseguir 30 puntos o más en 6 partidos consecutivos promediando 60% o más en tiros de campo.
- Primer jugador en la historia de la NBA en conseguir 2000 puntos, 500 rebotes y 500 asistencias en siete temporadas.
- Primer jugador en la historia de la NBA en alcanzar 30 000 puntos, 10 000 rebotes y 10 000 asistencias.[189]
- Primer alero en la historia de la NBA en promediar más de 8,0 asistencias por partido, en 2009-10.
- 2.º puesto de todos los tiempos en partidos consecutivos anotando 20 o más puntos en la carrera de playoff con 19.

- Después de Kareem Abdul-Jabbar con 27 partidos consecutivos.

- 3.er puesto de todos los tiempos en partidos consecutivos anotando 20 o más puntos con 54.

- Después de Wilt Chamberlain con 126 y luego 92 partidos consecutivos.

- Primer jugador en la historia de la NBA en conseguir 1 triple-doble en 3 finales consecutivas de NBA.
- Uno de dos jugadores en la historia de la NBA en conseguir un MVP de temporada, MVP de la final, Campeón de la NBA y Medalla olímpica de oro en el mismo año.

- También lo logró Michael Jordan en (1992).

- Más puntos consecutivos anotados en un partido de playoff: 25 (31 de mayo de 2007, contra Detroit Pistons)
- Más partidos consecutivos anotando 10 o más puntos: 1040 (desde 6 de enero de 2007 - actualidad)[190]
- Uno de cuatro jugadores en la historia de la NBA en conseguir un triple-doble en un All-Star Game de la NBA: logrado en 2011.

- También lo lograron Michael Jordan, Dwyane Wade y Kevin Durant.

- Jugador más veterano en conseguir más de 25 puntos durante 10 partidos consecutivos en la NBA con 37 años.[191]
- Jugador más veterano en conseguir más de 50 puntos y 10 rebotes en un partido NBA con 37 años y 65 días.[192]

### Récords individuales en un partido

#### Temporada regular
| Categoría                 | Récord | Oponente                                             | Fecha                                     |
| ------------------------- | ------ | ---------------------------------------------------- | ----------------------------------------- |
| Puntos                    | 61     | contra Charlotte Bobcats                             | 3 de marzo de 2014                        |
| Tiros de campo encestados | 23     | contra Washington Wizards                            | 3 de noviembre de 2017                    |
| Tiros de campo intentados | 36     | contra Toronto Raptors                               | 20 de marzo de 2005                       |
| Triples encestados        | 9      | contra Clippers contra Nets                          | 25 de enero de 2023 31 de marzo de 2024   |
| Triples intentados        | 14     | contra Memphis Grizzlies                             | 29 de diciembre de 2021                   |
| Tiros libres encestados   | 24     | contra Miami Heat                                    | 12 de marzo de 2006                       |
| Tiros libres intentados   | 28     | contra Miami Heat                                    | 12 de marzo de 2006                       |
| Rebotes ofensivos         | 7      | contra Los Angeles Lakers contra Cleveland Cavaliers | 4 de marzo de 2012 20 de marzo de 2013    |
| Rebotes defensivos        | 17     | contra New York Knicks                               | 14 de abril de 2005                       |
| Rebotes                   | 20     | contra Golden State Warriors                         | 27 de enero de 2024                       |
| Asistencias               | 19     | contra Atlanta Hawks contra Orlando Magic            | 9 de febrero de 2018 16 de enero de 2020  |
| Robos                     | 7      | contra Memphis Grizzlies                             | 13 de diciembre de 2004                   |
| Tapones                   | 5      | contra New Orleans Pelicans contra Chicago Bulls     | 23 de febrero de 2004 16 de marzo de 2004 |
| Minutos                   | 55     | contra Memphis Grizzlies                             | 29 de noviembre de 2003                   |

#### Playoffs
| Categoría                 | Récord | Oponente                                                                     | Fecha                                                    |
| ------------------------- | ------ | ---------------------------------------------------------------------------- | -------------------------------------------------------- |
| Puntos                    | 51     | contra Golden State Warriors                                                 | 1 de junio de 2018                                       |
| Tiros de campo encestados | 20     | contra Orlando Magic                                                         | 20 de mayo de 2009                                       |
| Tiros de campo intentados | 33     | contra Detroit Pistons                                                       | 31 de mayo de 2007                                       |
| Triples encestados        | 7      | contra Washington Wizards                                                    | 30 de abril de 2006                                      |
| Triples intentados        | 12     | contra Washington Wizards                                                    | 30 de abril de 2006                                      |
| Tiros libres encestados   | 18     | contra Orlando Magic contra Boston Celtics                                   | 24 de mayo de 2009 30 de mayo de 2012                    |
| Tiros libres intentados   | 24     | contra Orlando Magic contra Boston Celtics                                   | 24 de mayo de 2009 30 de mayo de 2012                    |
| Rebotes ofensivos         | 6      | contra Indiana Pacers contra Indiana Pacers                                  | 13 de mayo de 2012 20 de mayo de 2012                    |
| Rebotes defensivos        | 16     | contra Boston Celtics contra San Antonio Spurs                               | 13 de mayo de 2010 6 de junio de 2013                    |
| Rebotes                   | 20     | contra Memphis Grizzlies                                                     | 23 de abril de 2023                                      |
| Asistencias               | 13     | contra Washington Wizards contra Boston Celtics contra Oklahoma City Thunder | 2 de mayo de 2008 12 de mayo de 2008 21 de junio de 2012 |
| Robos                     | 6      | contra Indiana Pacers                                                        | 15 de mayo de 2012                                       |
| Tapones                   | 5      | contra Boston Celtics                                                        | 7 de mayo de 2011                                        |
| Minutos                   | 53     | contra Washington Wizards                                                    | 5 de mayo de 2006                                        |

### Galardones en High School
- 2000:
  - 27-0 Récord de balance victorias-derrotas.
  - Ganador de Estado.
- 2001:
  - Elegido en el primer equipo USA Today (primer sophomore que recibe este premio).
  - Ohio Mr. Basketball (primer sophomore que recibe este premio).
  - Ganador del Adidas ABCD Camp Underclassmen MVP.
  - Ganador de Estado.
- 2002:
  - Elegido en el primer equipo del USA Today.
  - Ganador del USA Today.
  - Ganador del Gatorade Circle of Champions National.
  - Ohio Mr. Basketball
- 2003:
  - Ganador del USA Today.
  - Ganador del Gatorade Circle of Champion.
  - Elegido en el primer equipo del USA Today.
  - Ohio Mr. Basketball.
  - Ohio Division II.
  - Ganador del Naismith High School Jugador del año.
  - Ganador del Morgan Wootten Award (McDonald's).
  - Ganador del McDonald's High School All-American.
  - Ganador del McDonald's High School All-American Game MVP.
  - Ganador del 2003 Powerade Jam Fest Champion.
  - Ganador del Jeremy Diamond Nathaniel Memorial Classic MVP.
  - Ganador del Jordan Capital Classic MVP.
  - Ganador del EA Sports Roundball Classic MVP.
  - Campeón de Estado.
  - Campeón Nacional.

### Jugador más joven en lograr
- En lograr un premio al Rookie del Año en la NBA: 19 años y 12 días.
- En lograr un triple-doble en los playoffs: 21 años y 113 días.
- En lograr 30 o más puntos en un partido: 18 años y 334 días.
- En lograr 40 o más puntos en un partido: 19 años y 88 días.
- En lograr 2000 o más puntos en una temporada NBA: 2004/2005.
- En ser elegido para formar parte del quinteto ideal de la NBA: 2004-2005.
- En ser elegido para formar parte del primer quinteto ideal de la NBA: 21 años y 138 días.
- En ser elegido MVP del All-Star Game de la NBA: 21 años y 55 días.
- En ser líder de votaciones del All-Star Game de la NBA: 22 años y 26 días.
- En lograr 4000, 5000 y 6000 puntos en playoffs.[193]
- Primer y único jugador en alcanzar los 40 000 puntos.
- En alcanzar: cada millar desde los 1000 hasta 38 000 puntos[194][195][196][197][198][199][200][201][64][202][203][204][205][206]

Nota: 1 Desde 2006, donde la NBA introdujo la restricción de acceso por edad, en la que los jugadores deben pasar al menos un año en la universidad, antes de dar el salto, se han convertido, estos récords, en muy complicados de batir.

### Otros premios
- Sports Illustrated
  - 3x Sportsperson of the Year: 2012,[208] 2016, 2020[209]
- Sporting News
  - Athlete of the Year: 2012[210]
  - 3x NBA MVP: 2006,[211] 2009, 2010
  - Rookie of the Year: 2004[212]
  - NBA All-Decade First Team: 2000–2009[213]
- ESPY Awards
  - 7× Best NBA Player: 2007, 2009, 2012, 2013, 2016, 2017, 2018[214][215][216]
  - 3× Best Male Athlete: 2012, 2013, 2016[216]
  - Best Breakthrough Athlete: 2004[217]
  - 4× Best Championship Performance: 2012, 2013, 2015, 2016[216]
- BET Awards
  - 8× Sportsman of the Year: 2004, 2006, 2007, 2009, 2010, 2013, 2018, 2020[218][219][220][221][222]
- Associated Press
  - 4× Athlete of the Year: 2013, 2016, 2018,[223] 2020[224]
- Hickok Belt
  - 2× Hickok Belt: 2012, 2013
- Time
  - Time Athlete of the Year: 2020
- Elegido en el Equipo del 75 aniversario de la NBA (2021)
- Razzie al peor actor por Space Jam: A New Legacy (2022)[151]

### Partidos ganados sobre la bocina
|      | con Cleveland Cavaliers      |
|      | con Miami Heat               |
|      | con Los Angeles Lakers       |
| (PO) | Denota un partido de PlayOff |

| Número | Tiro               | Margen | Resultado | Oponente               | Fecha                |
| ------ | ------------------ | ------ | --------- | ---------------------- | -------------------- |
| 1      | Tiro en suspensión | -1     | 106-105   | Golden State Warriors  | 23 de enero de 2009  |
| 2 (PO) | Tiro de tres       | -2     | 96-95     | Orlando Magic          | 22 de mayo de 2009   |
| 3 (PO) | Bandeja            | -1     | 103-102   | Indiana Pacers         | 22 de mayo de 2013   |
| 4 (PO) | Tiro en suspensión | Empate | 86-84     | Chicago Bulls          | 10 de mayo de 2015   |
| 5      | Tiro en suspensión | Empate | 140-138   | Minnesota Timberwolves | 7 de febrero de 2018 |
| 6 (PO) | Tiro de tres       | Empate | 98-95     | Indiana Pacers         | 25 de abril de 2018  |
| 7 (PO) | Tiro en suspensión | Empate | 105-103   | Toronto Raptors        | 5 de mayo de 2018    |
| 8      | Palmeo             | -1     | 120-119   | Indiana Pacers         | 26 de marzo de 2025  |

### Premios y nominaciones
| Premio                          | Año  | Nominado | Categoría                             | Resultado | Ref.    |
| ------------------------------- | ---- | -------- | ------------------------------------- | --------- | ------- |
| Nickelodeon Kids' Choice Awards | 2025 | Él mismo | Estrella deportiva masculina favorita | Ganador   | [ 226 ] |